# مسجد السيدة زينب (القاهرة)
مسجد السيدة زينب هو أحد أكبر وأشهر مساجد القاهرة عاصمة مصر، وينسب إلى حفيدة رسول الله محمد ﷺ زينب بنت علي بن أبي طالب.

## الموقع
يقع المسجد والضريح في مصر في مدينة القاهرة بحي السيدة زينب.

## صاحبة المسجد
يذكر النسابة العبيدلي أن زينب بنت علي رحلت لمصر حيث يذكر روايات بأنها رحلت لمصر،  وكذلك ذكر ياسر الحبيب، ومحمد صادق الكرباسي في كتابه معجم أنصار الحسين،  ويعتبر البعض أن المدفونة من حفيدات الإمام علي ولعلها هي زينب بنت يحيى المتوج بن الحسن الأنور بن زيد بن الحسن بن علي بن أبي طالب،  وفي رأي آخر أن المدفونة هي زينب بنت أحمد بن محمد بن عبد الله بن جعفر بن محمد بن الحنفية،  ويذكر الشيخ المفيد أن هناك ثلاث بنات للإمام علي باسم زينب وهن زينب الكبرى وزينب الصغرى أمهم فاطمة الزهراء وزينب أخرى أمها أم ولد. وقيل أن أم كلثوم وهي زينب الصغرى توفيت بمصر ودفنت في هذا المكان. وقيل أيضاً أن المدفونة هي زينب التي أمها أم ولد.

## تاريخ المسجد

لا يعرف على وجه التحديد متى أنشأ المسجد على قبر السيدة زينب، فلم تذكر المراجع التاريخية سوى أن والي مصر العثماني علي باشا جدد المسجد في سنة 951 هـ/1547م، ثم أعاد تجديده مرة أخرى الأمير عبد الرحمن كتخدا عام 1171 هـ/1768م، وفي عام 1940م هدمت وزارة الأوقاف المسجد القديم تمامًا، وأقامت المسجد الموجود حالياً، وبالتالي فالمسجد ليس مسجلًا كأثر إسلامي. وكان المسجد وقتها يتكون من سبع أروقة موازية لجدار القبلة يتوسطها صحن مربع مغطى بقبة، وفي الجهة المقابلة لجدار القبلة يوجد ضريح السيدة زينب رضي الله عنها محاط بسياج من النحاس الأصفر، وتعلوه قبة شامخة. وفي عام 1969 ضاعفت وزارة الأوقاف مساحة المسجد.

## مكانة المسجد
يحتل المسجد مكانة كبيرة في قلوب المصريين ويعتبر الكثيرون خصوصا من سكان الأقاليم البعيدة عن القاهرة أن زيارته شرف وبركة يدعون الله أن ينالونها.[بحاجة لمصدر] ويعتبر المسجد مركز من مراكز الطرق الصوفية ومريديها. وفي كل عام في شهر رجب يقام مولد السيدة زينب حيث يتوافد آلاف من البشر على ميدان السيدة زينب وتقام احتفالات ويتغير شكل المنطقة تماما لبضعة أيام.
وقد جاء ذكر مسجد السيدة زينب في رواية الروائي المصري المشهور يحيى حقي «قنديل أم هاشم». و«أم هاشم» كنية السيدة زينب بنت علي بن أبي طالب. تحدثنا الرواية عن شاب ريفي جاء في صغره هو وعائلته الريفية إلى القاهرة وسكنوا بالقرب من مشهد السيدة. ومحور الرواية يدور حول طرق معالجة مرض العيون عند أهالي الحي، فأكثرهم كانوا يتعالجون عن طريق استخدام زيت القنديل الذي كان يشعل داخل المشهد وفوق ضريح السيدة. وللرواية معاني كثيرة، ولكنها توضح مكانة هذا المسجد، حتى كانوا يتباركون بالزيت.[بحاجة لمصدر]

## العتريس والعيدروس
قبران متجاوران لشيخين من آل بيت النبي محمد أمام باب مزار السيدة زينب في ساحة واحدة مفروشة بالرخام وعليهما قبتان مضلعتان من الحجر، وهما للسيد محمد العتريس وللسيد عبد الرحمن العيدروس.

## معرض صور

صورة قديمة لمشهدالسيدة زينب في القاهرة
ضريح السيدة زينب في القاهرة
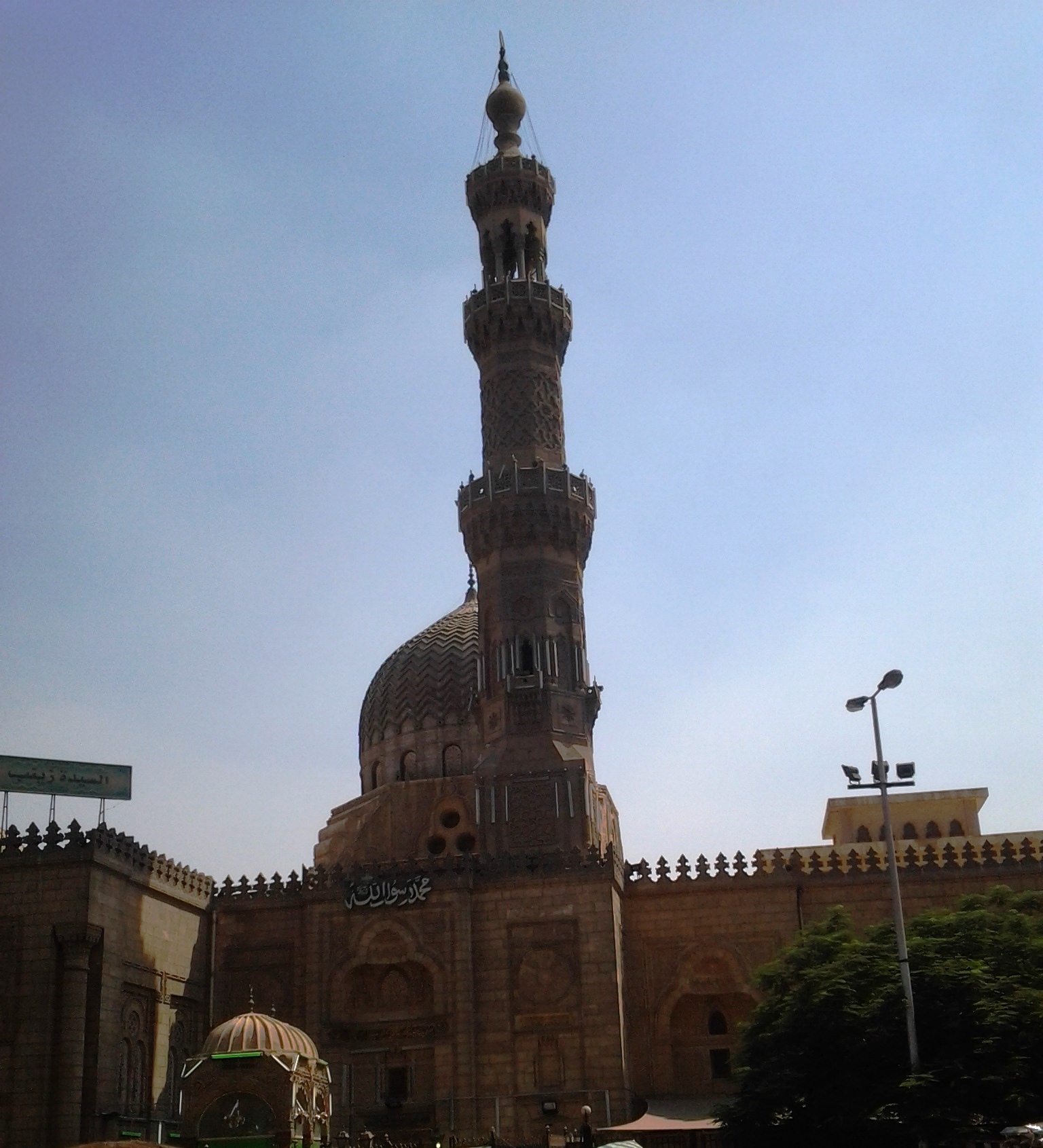
مسجد السيدة زينب بالقاهرة.
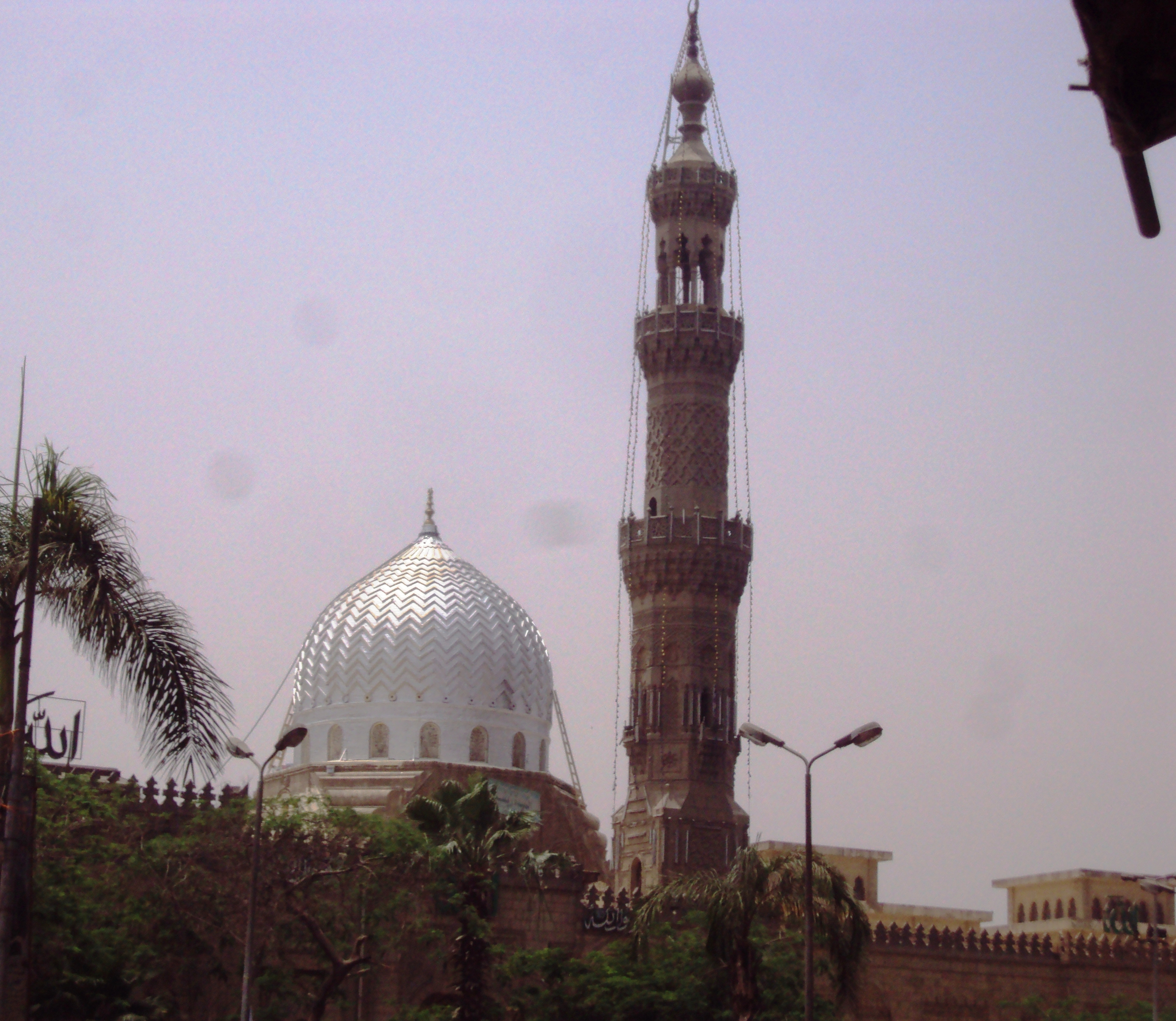
مسجد السيدة زينب بالقاهرة.
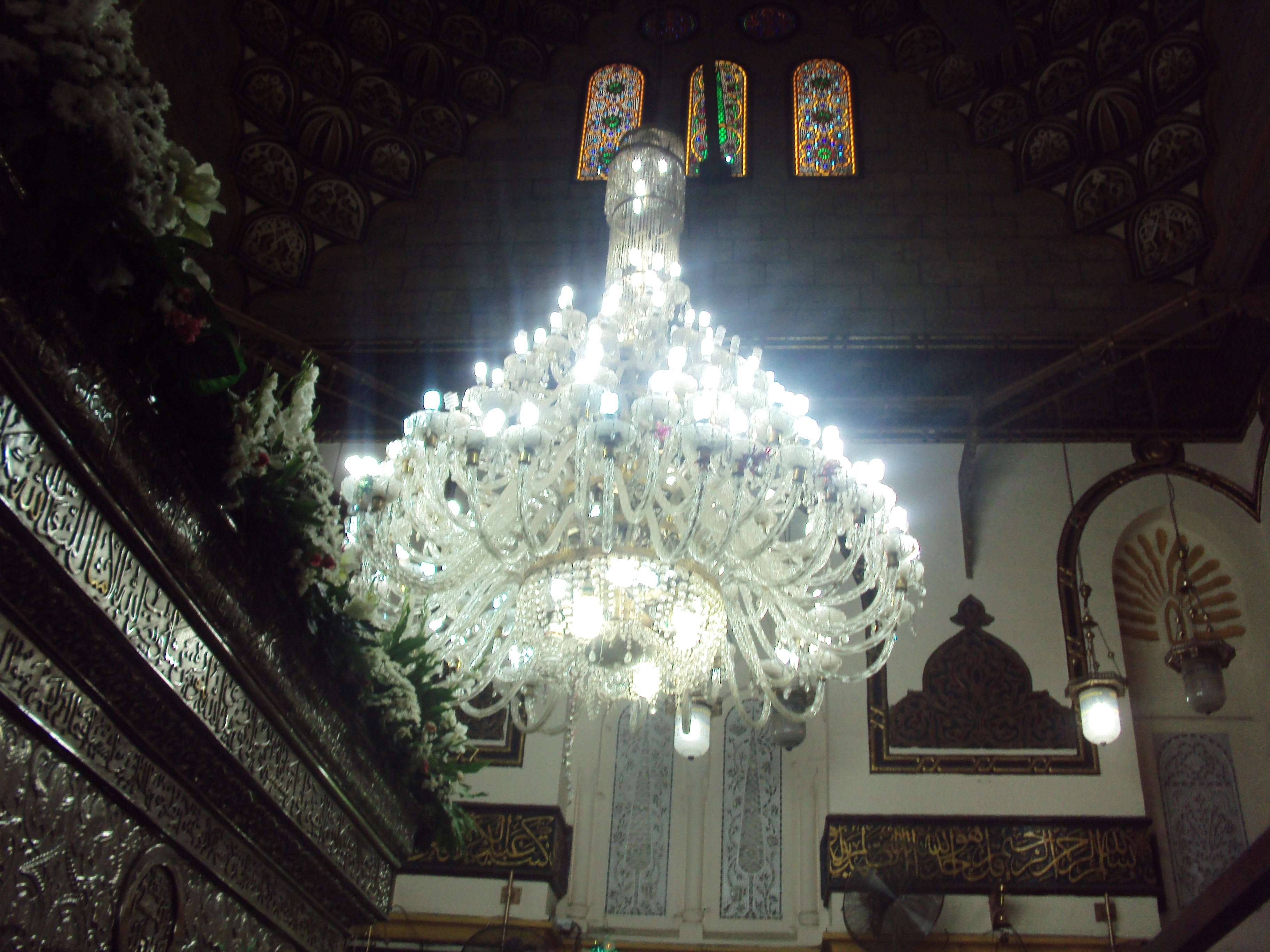
جانب من ضريح السيدة زينب بالقاهرة.
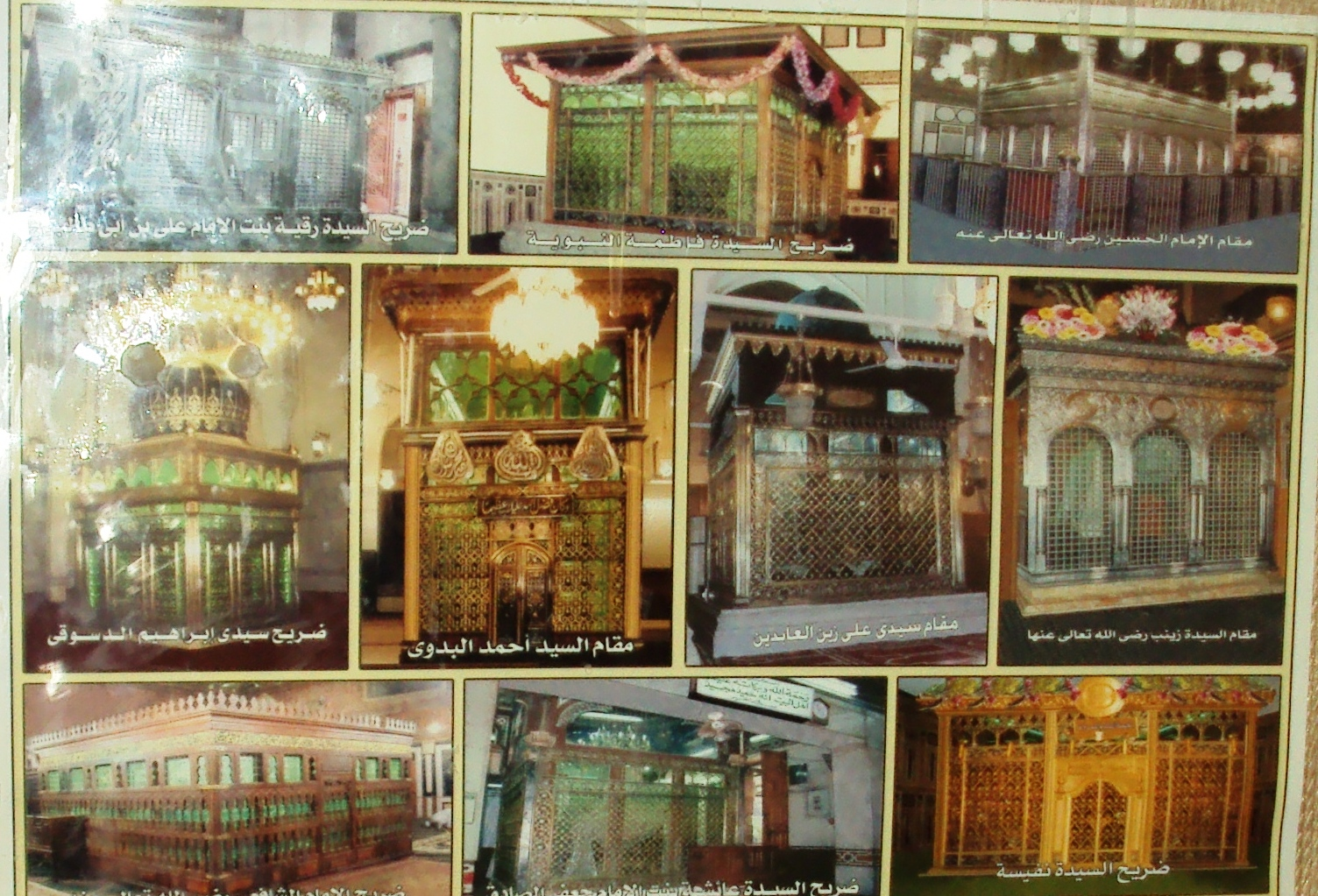
رسم تخطيطي لبعض مقامات آل البيت.
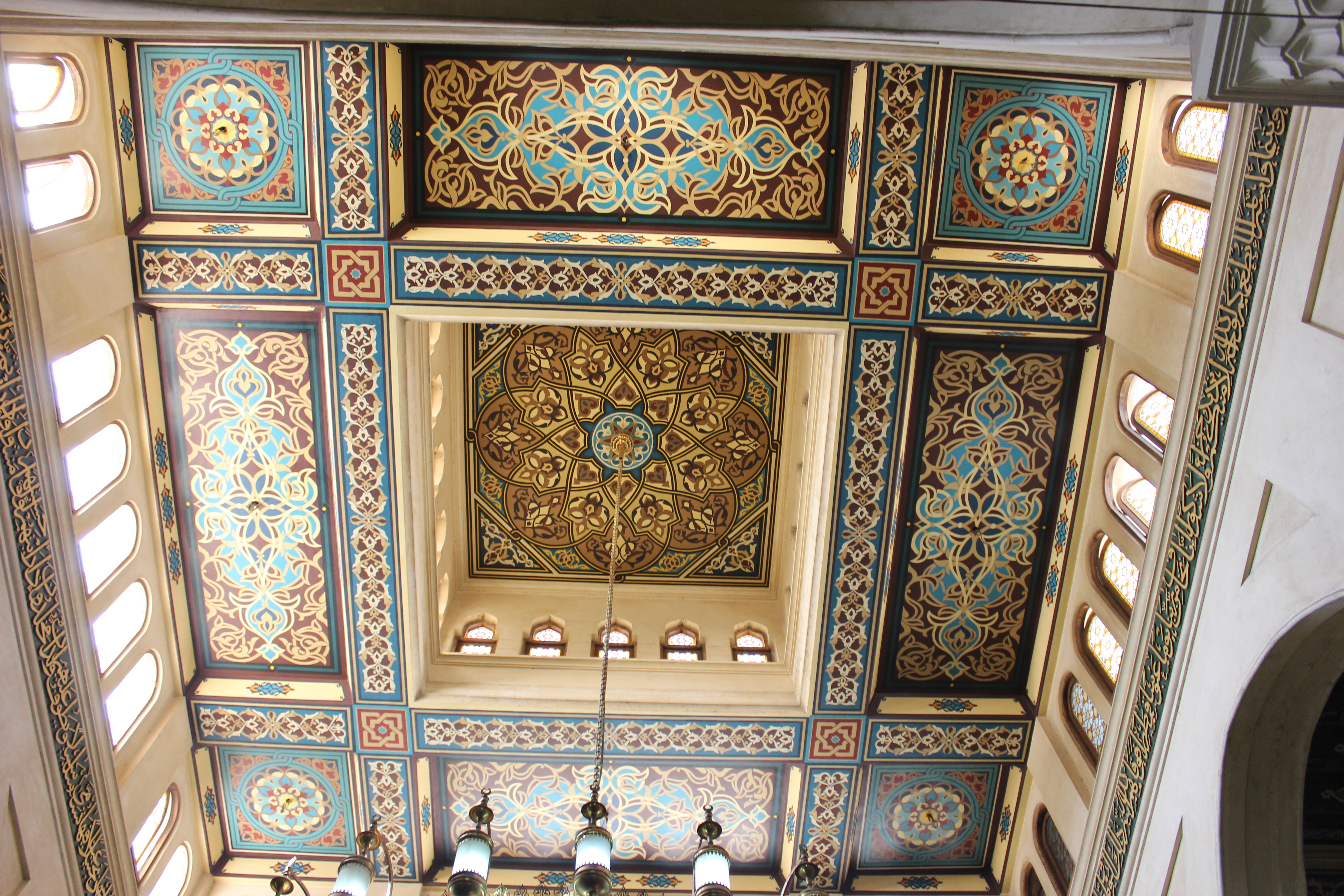
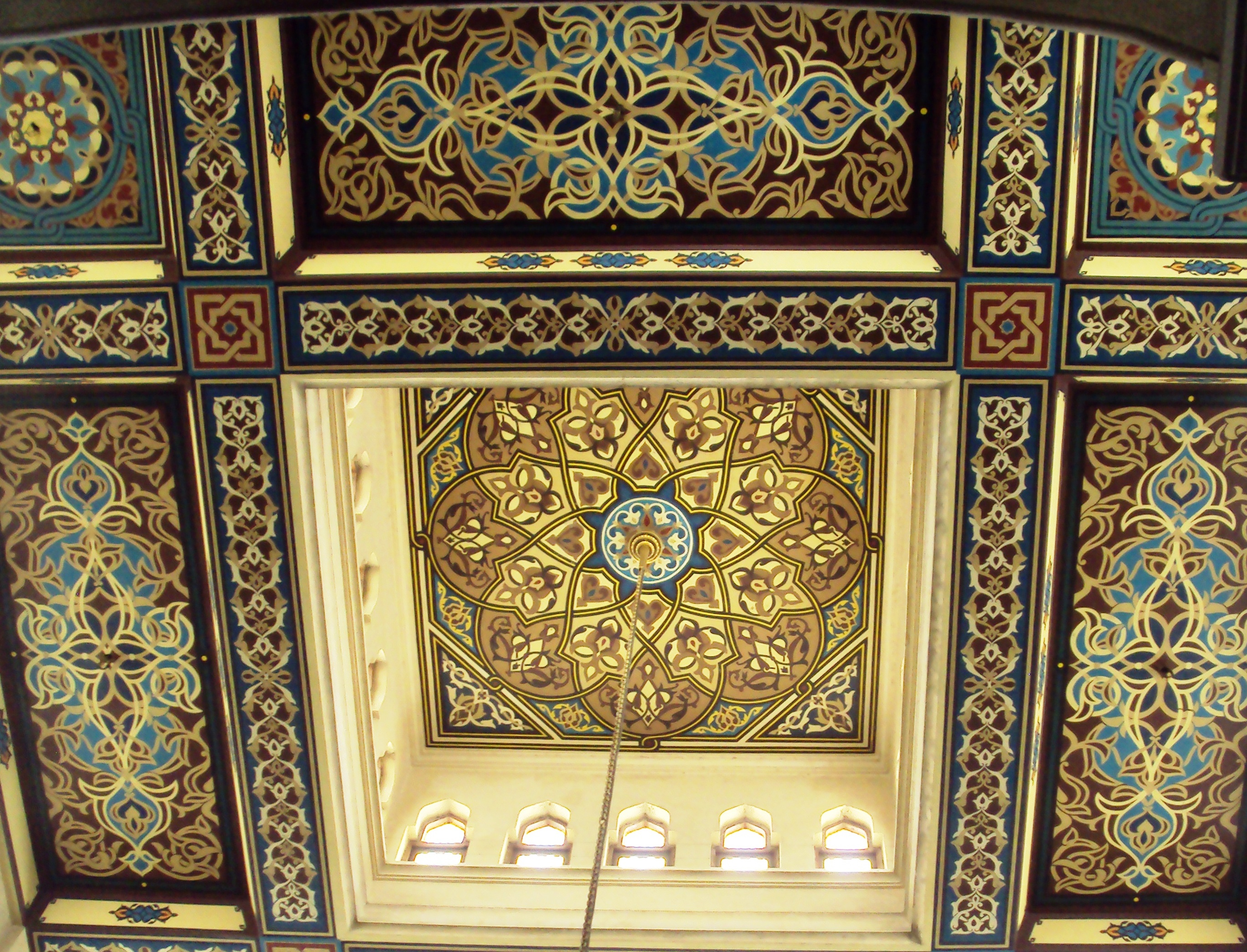
زخرفة السقف بمسجد السيدة زينب بالقاهرة.
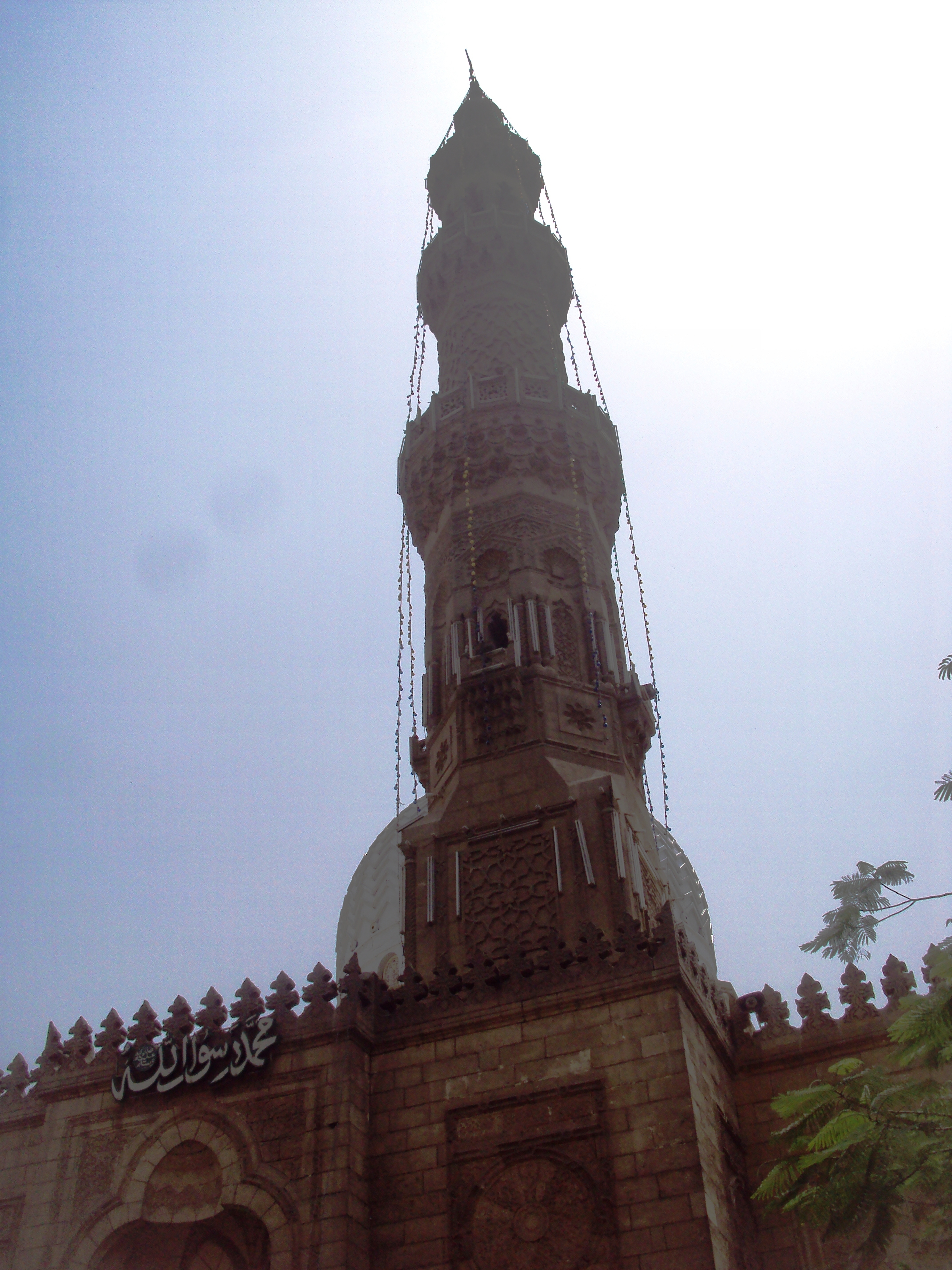
مئذنة مسجد السيدة زينب بالقاهرة.
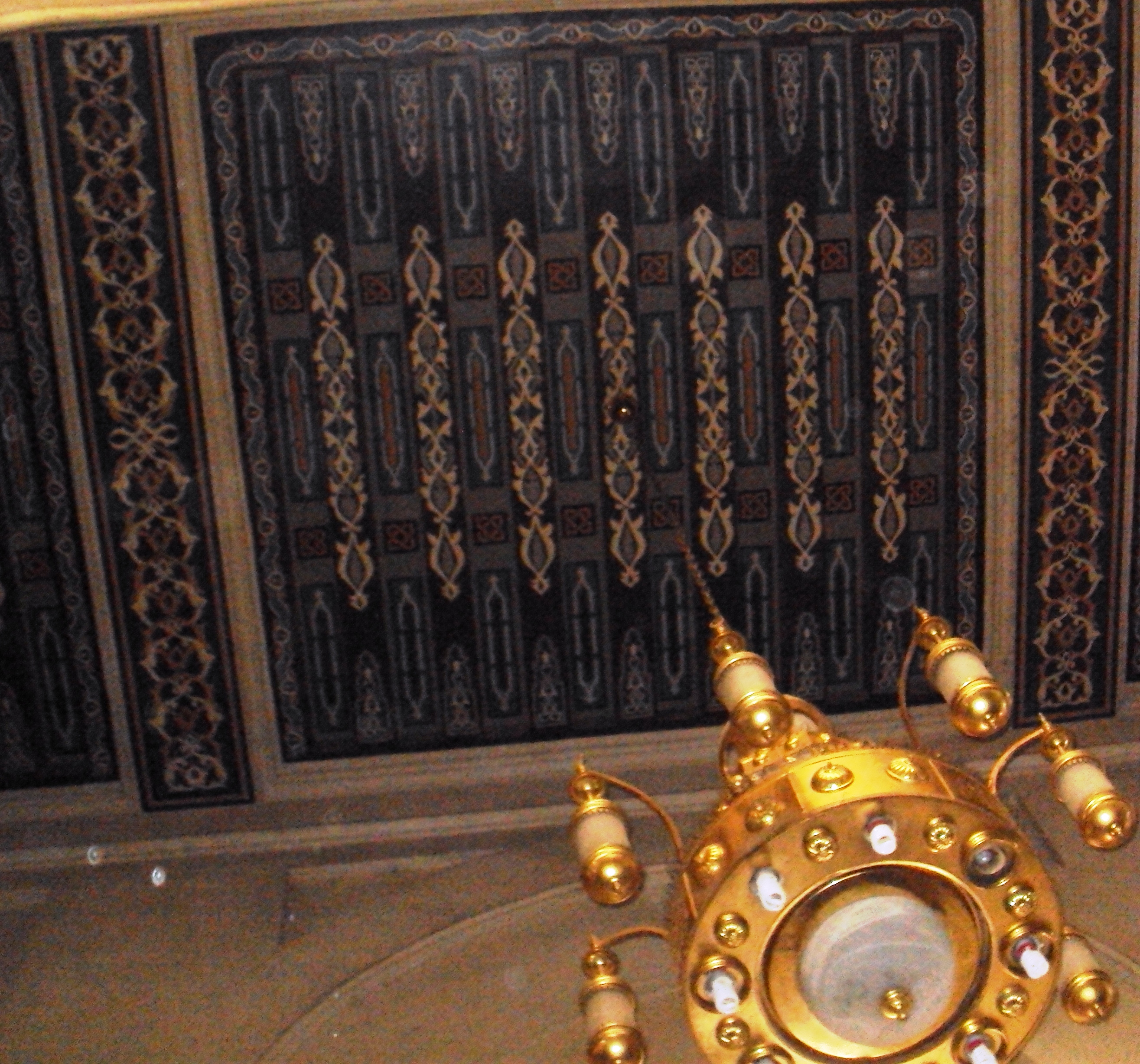
زخرفة السقف بمسجد السيدة زينب بالقاهرة.
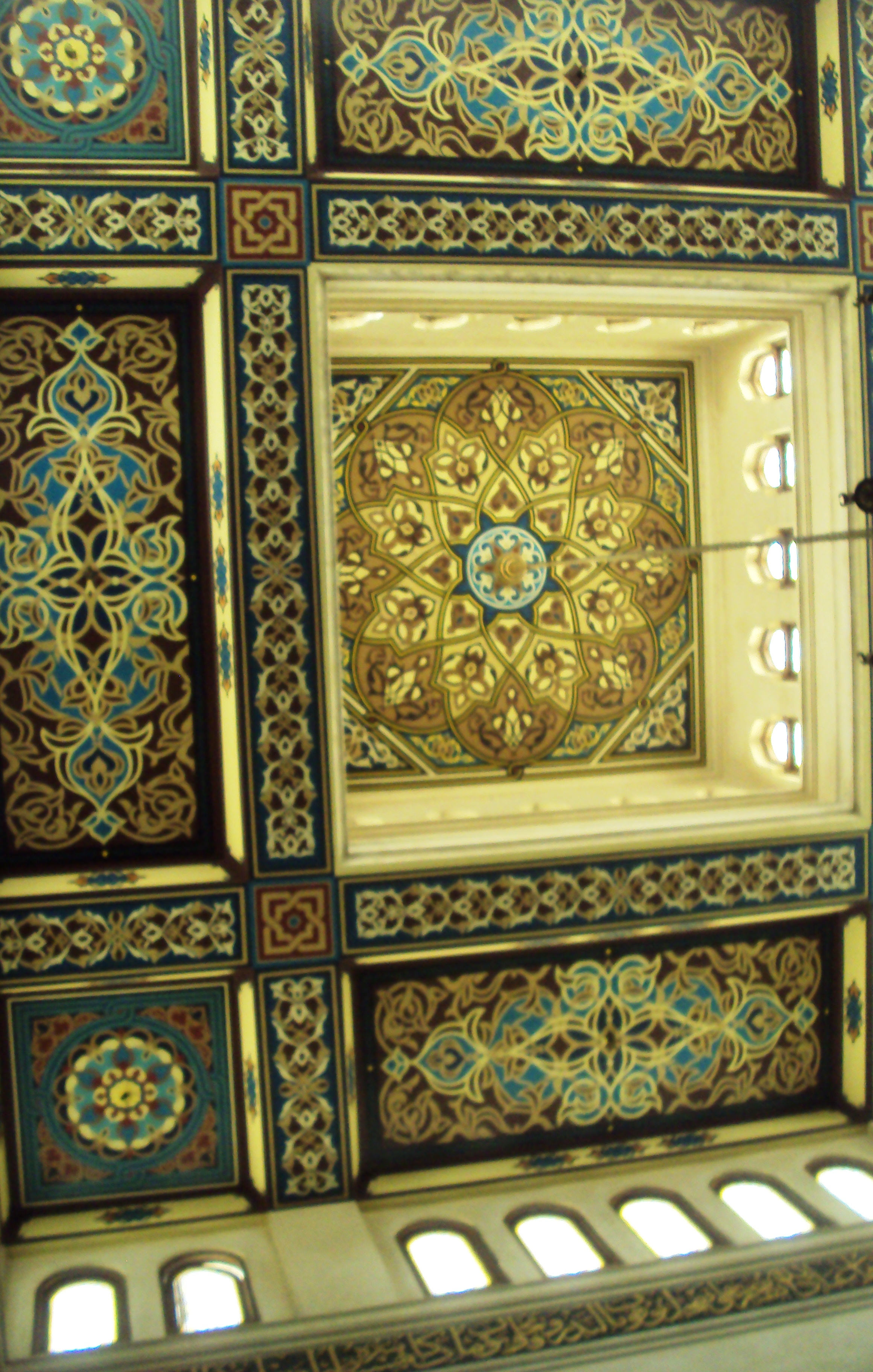
زخرفة السقف بمسجد السيدة زينب بالقاهرة.
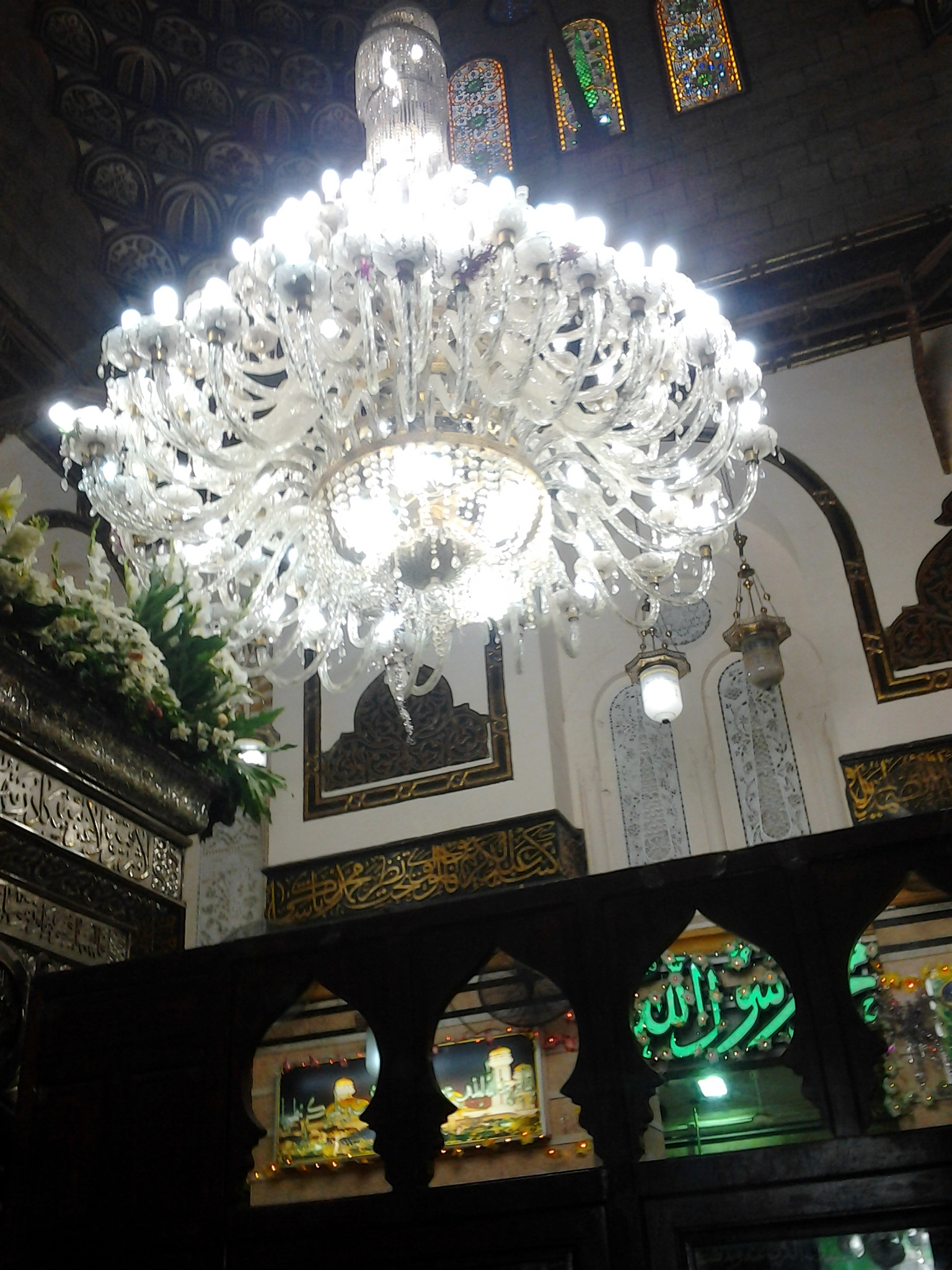
زخرفة بضريح السيدة زينب بالقاهرة.
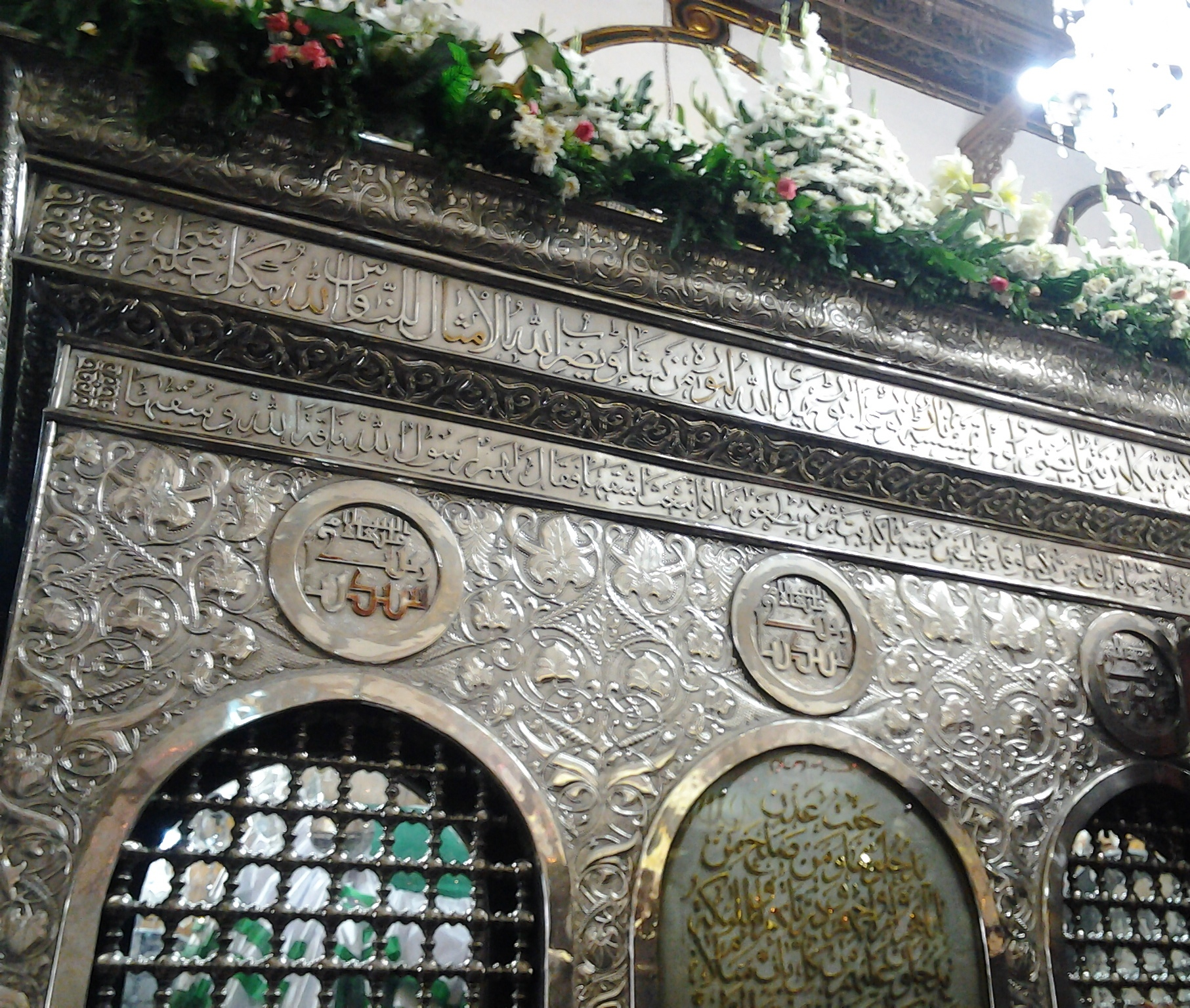
جانب من ضريح السيدة زينب بالقاهرة.
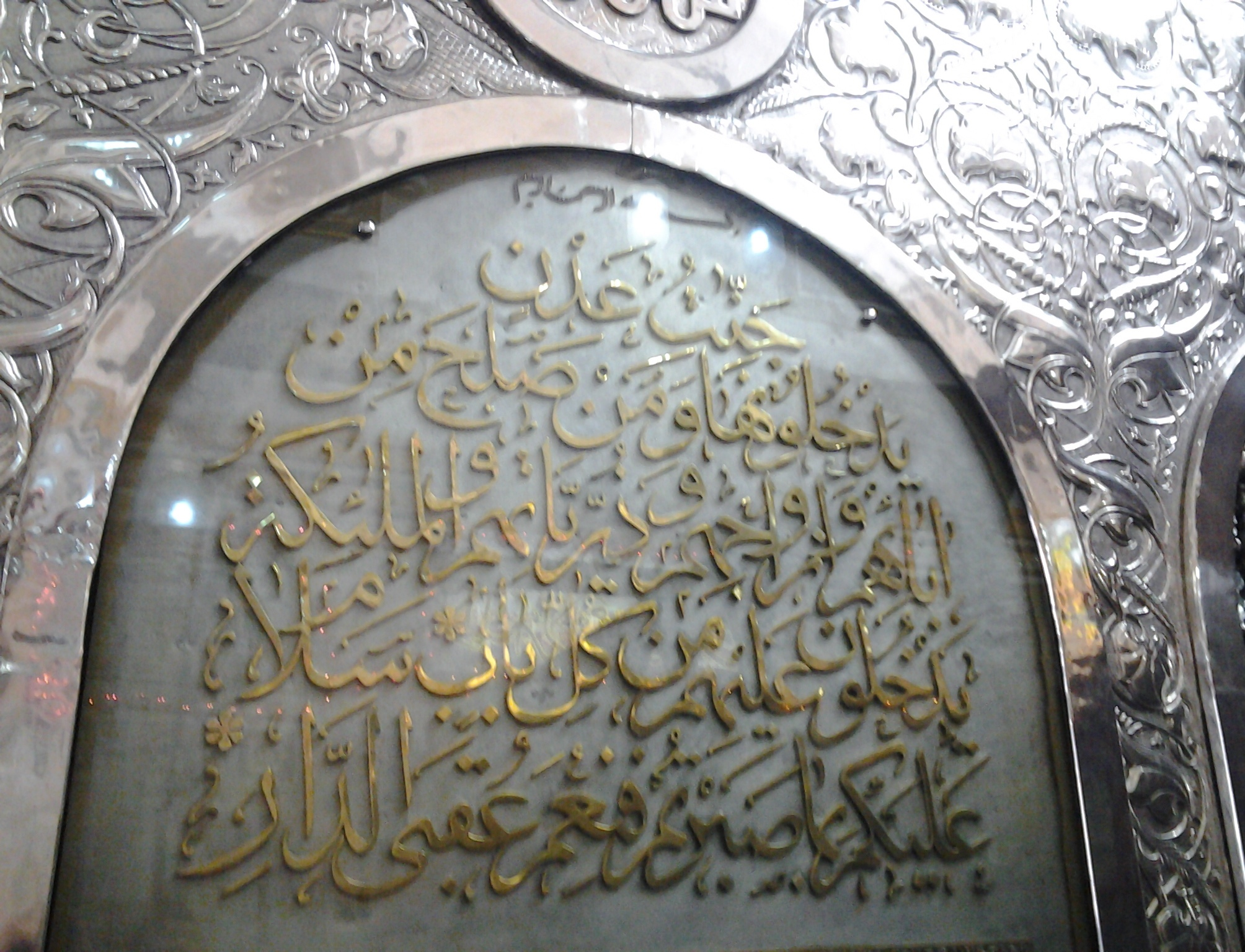
نقش بضريح السيدة زينب بالقاهرة.
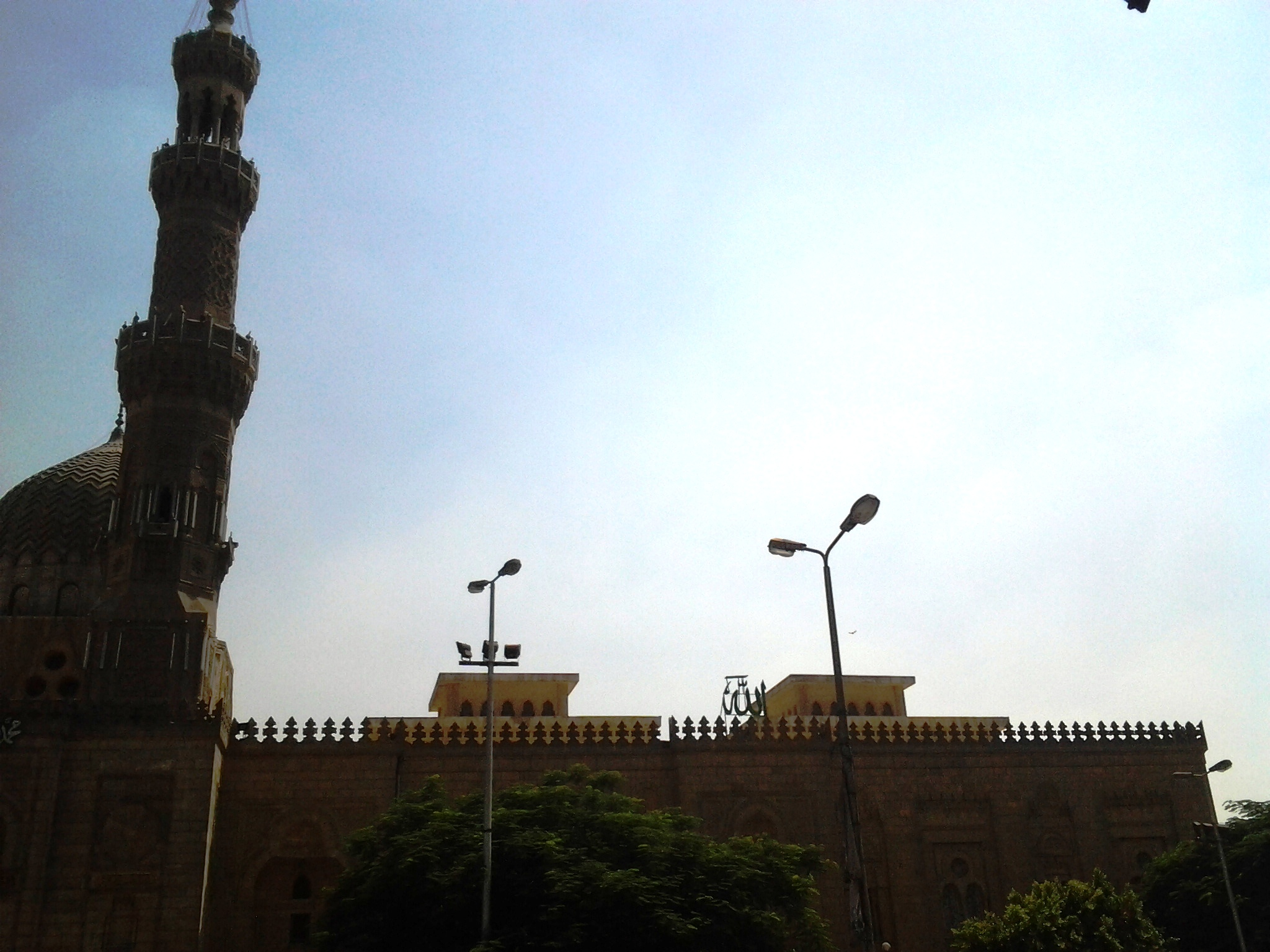
مسجد السيدة زينب بالقاهرة
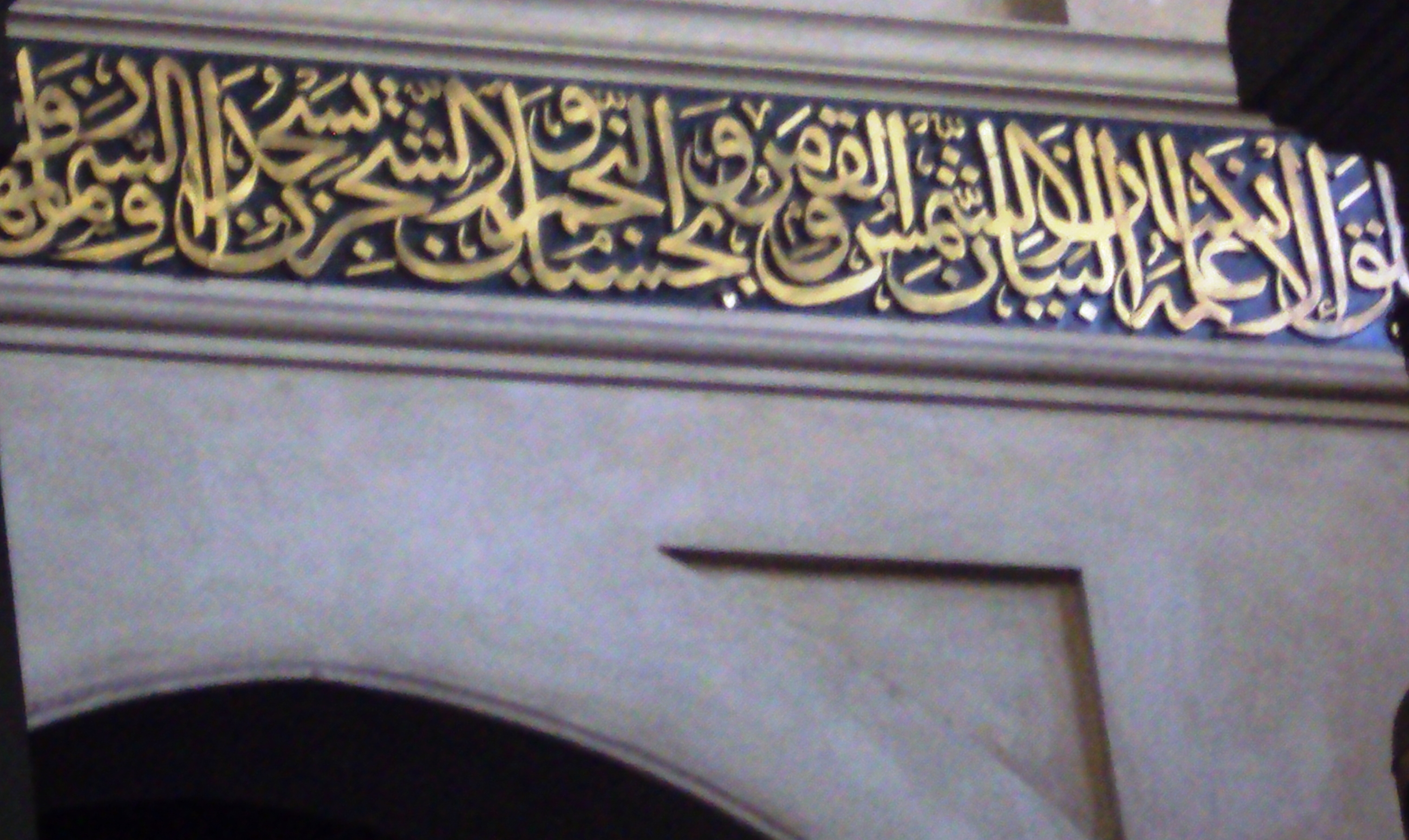
نقش قرآني بمسجد السيدة زينب بالقاهرة.
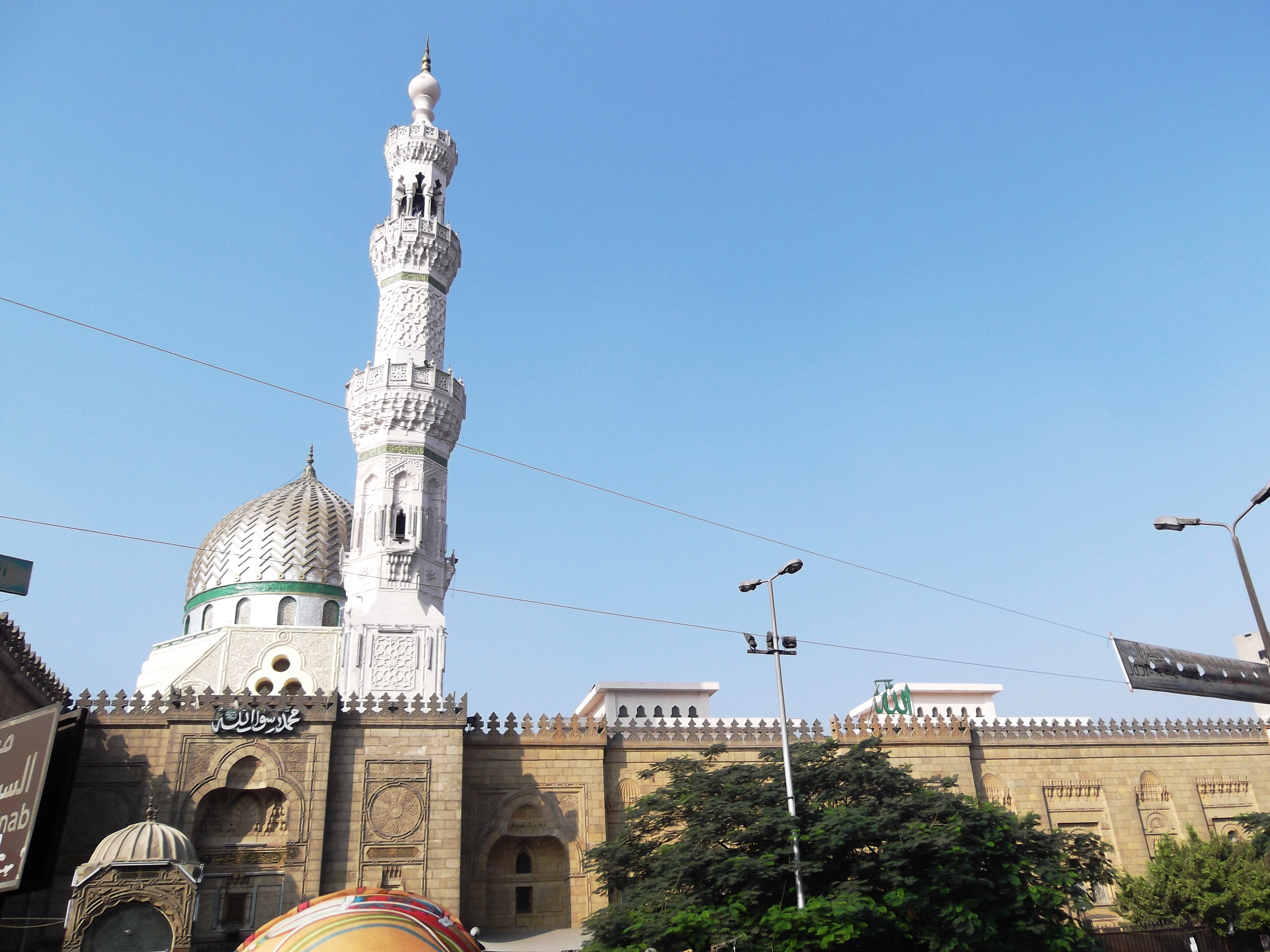
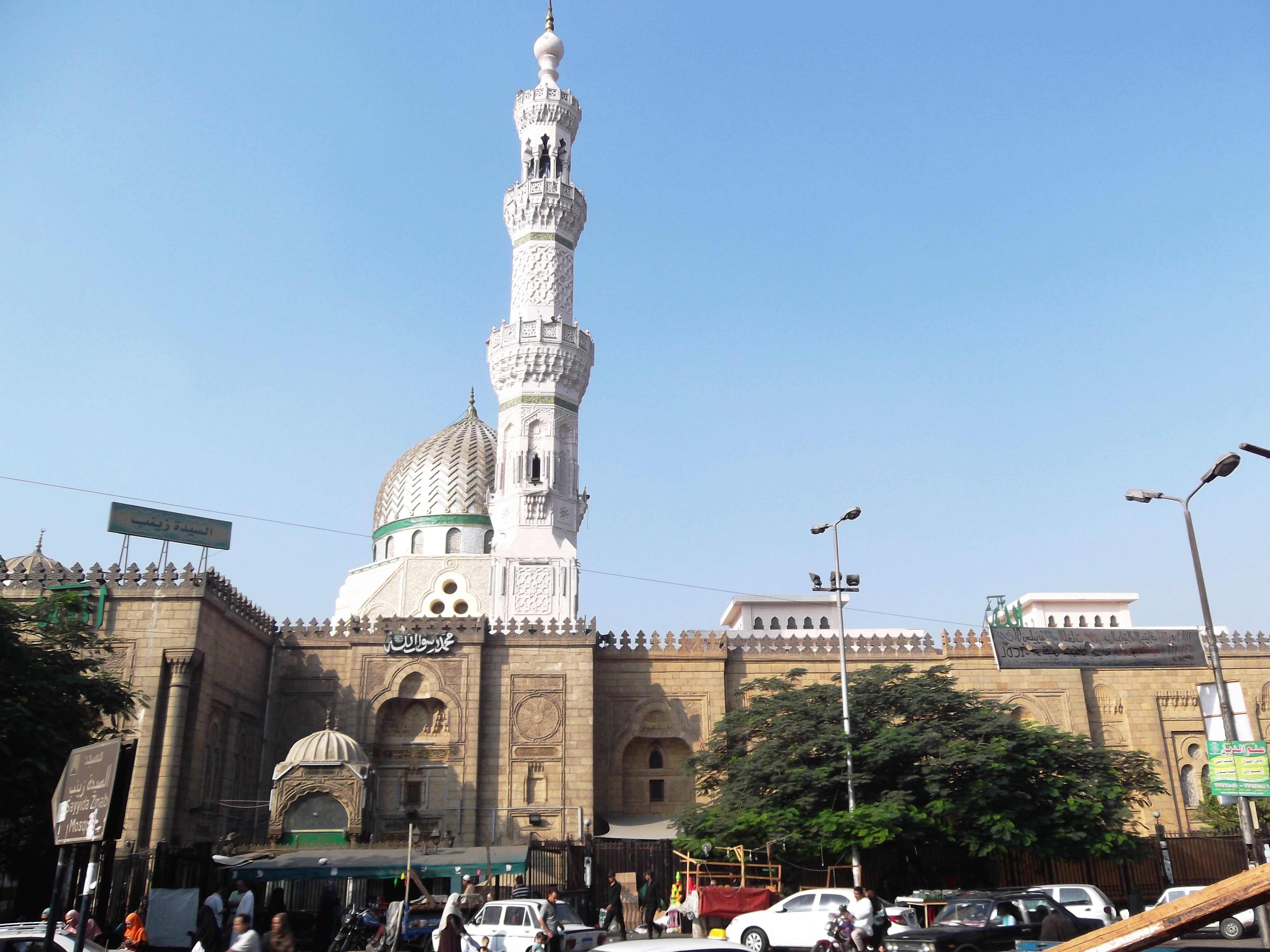
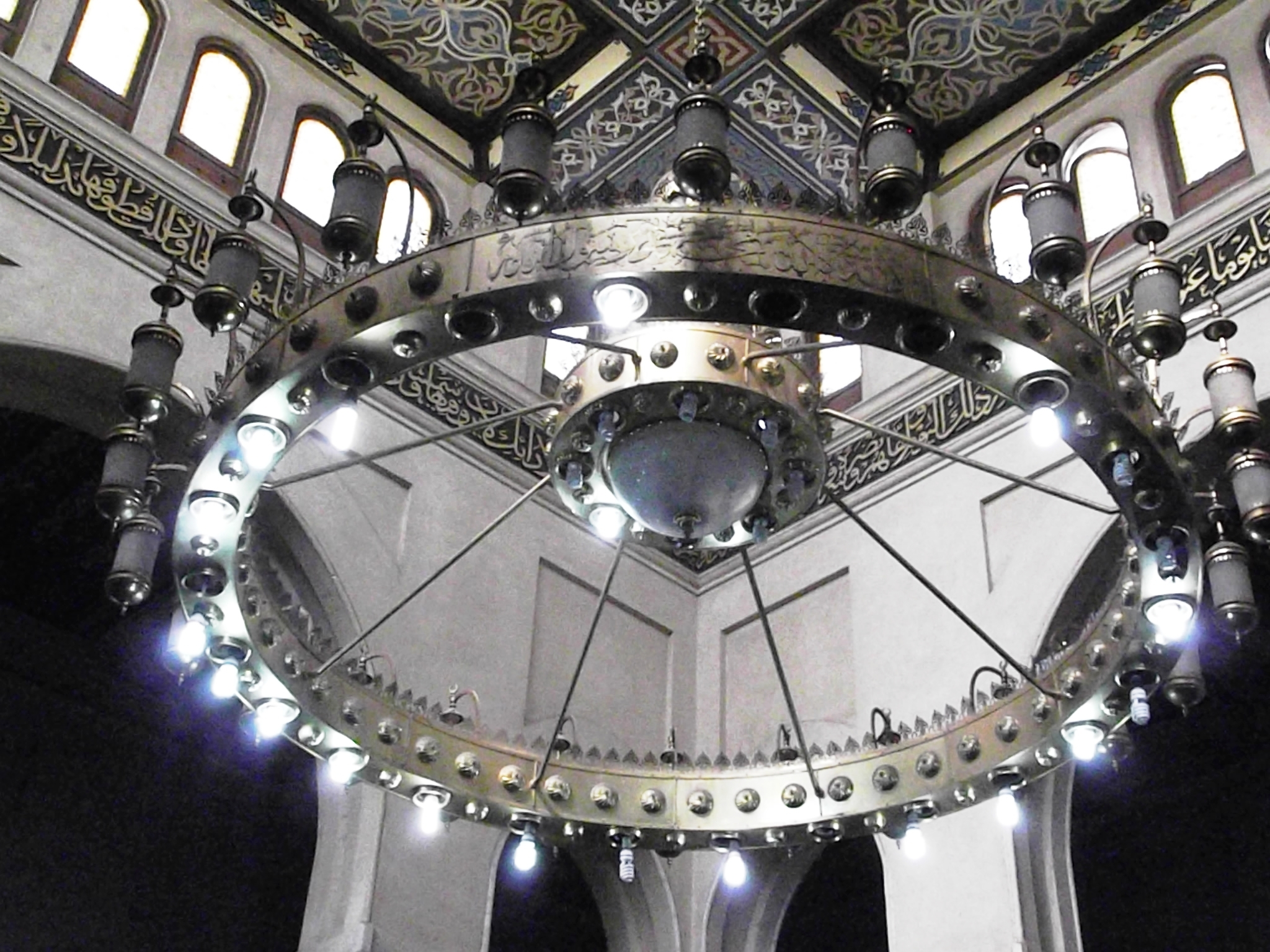
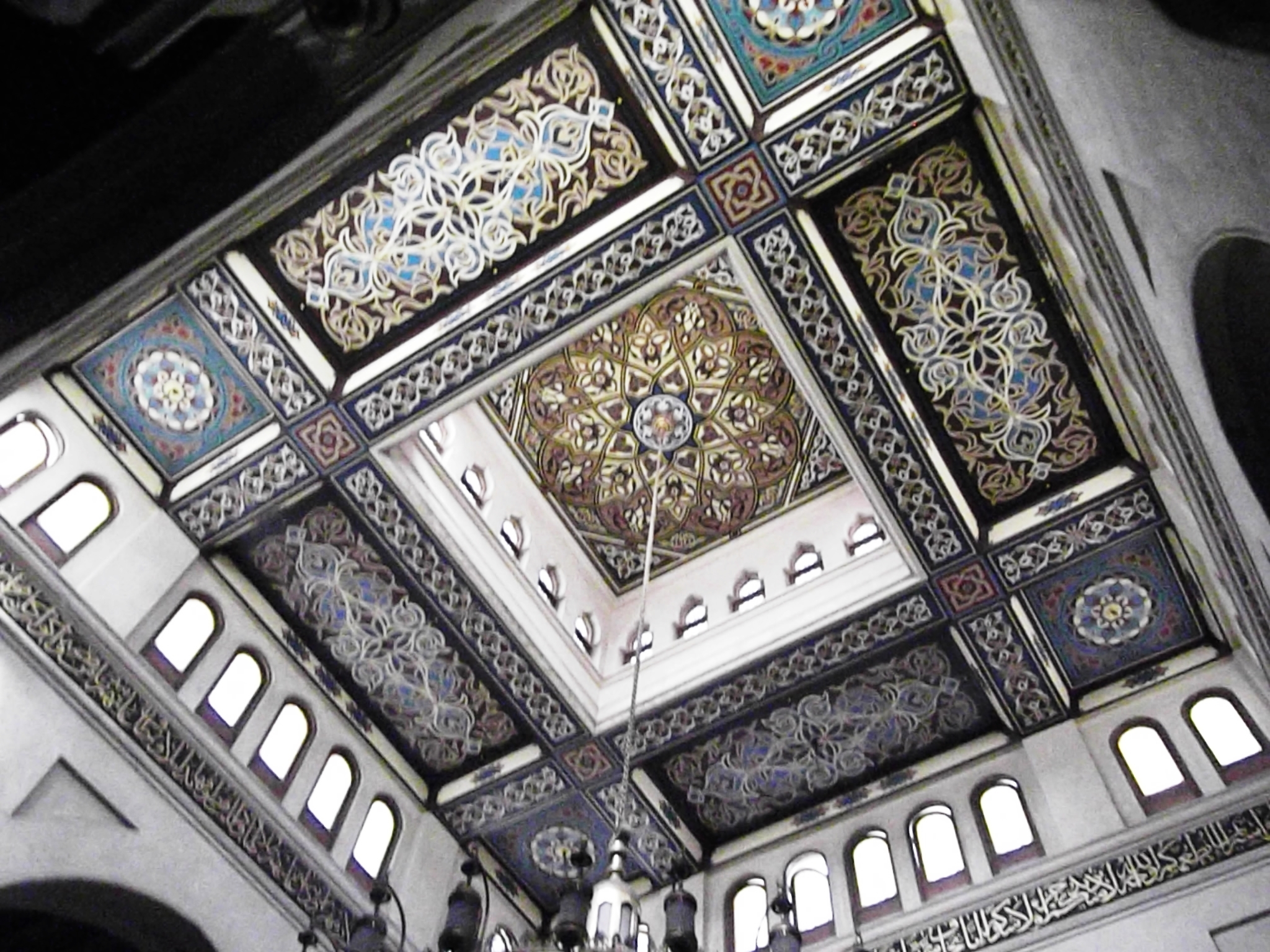
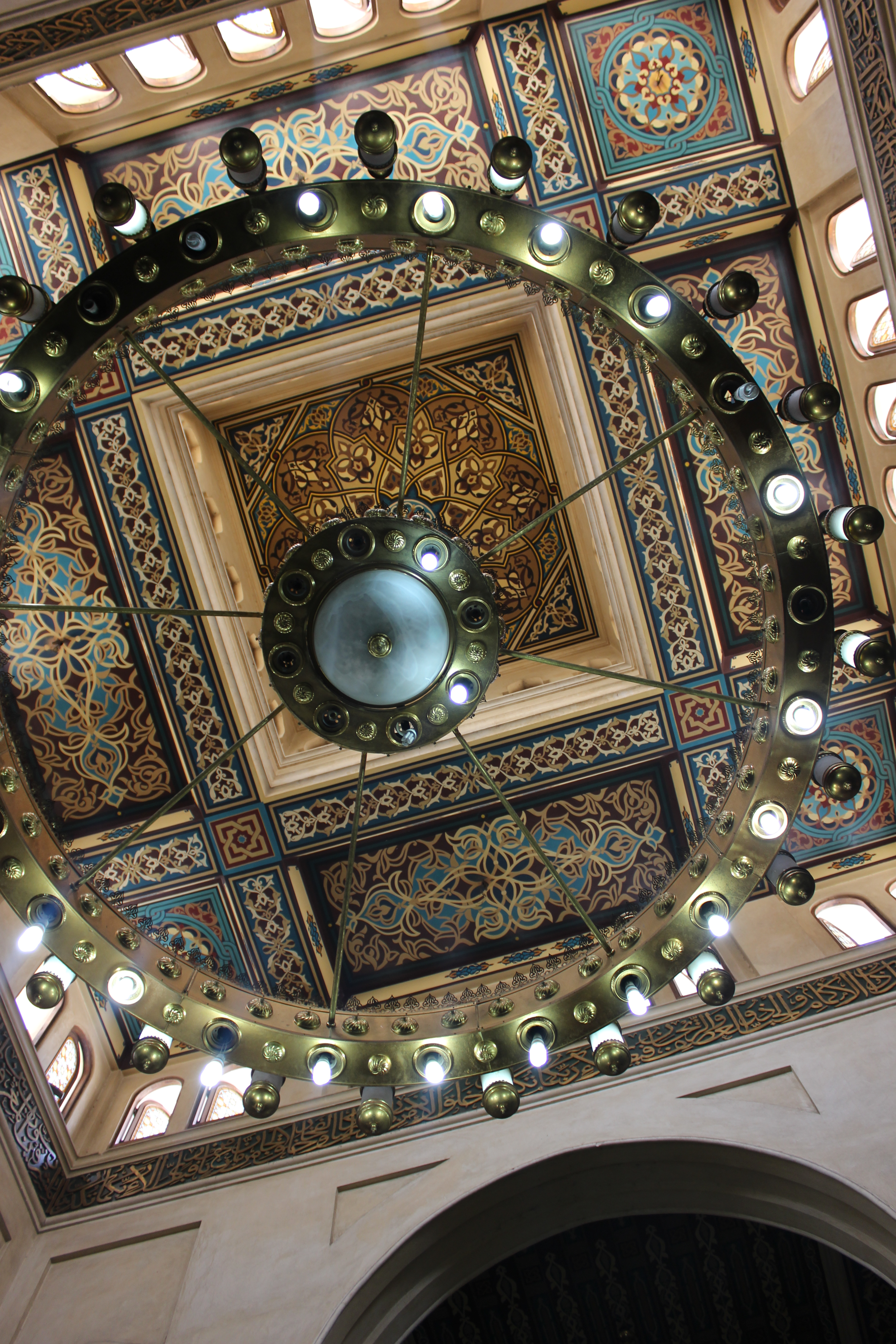
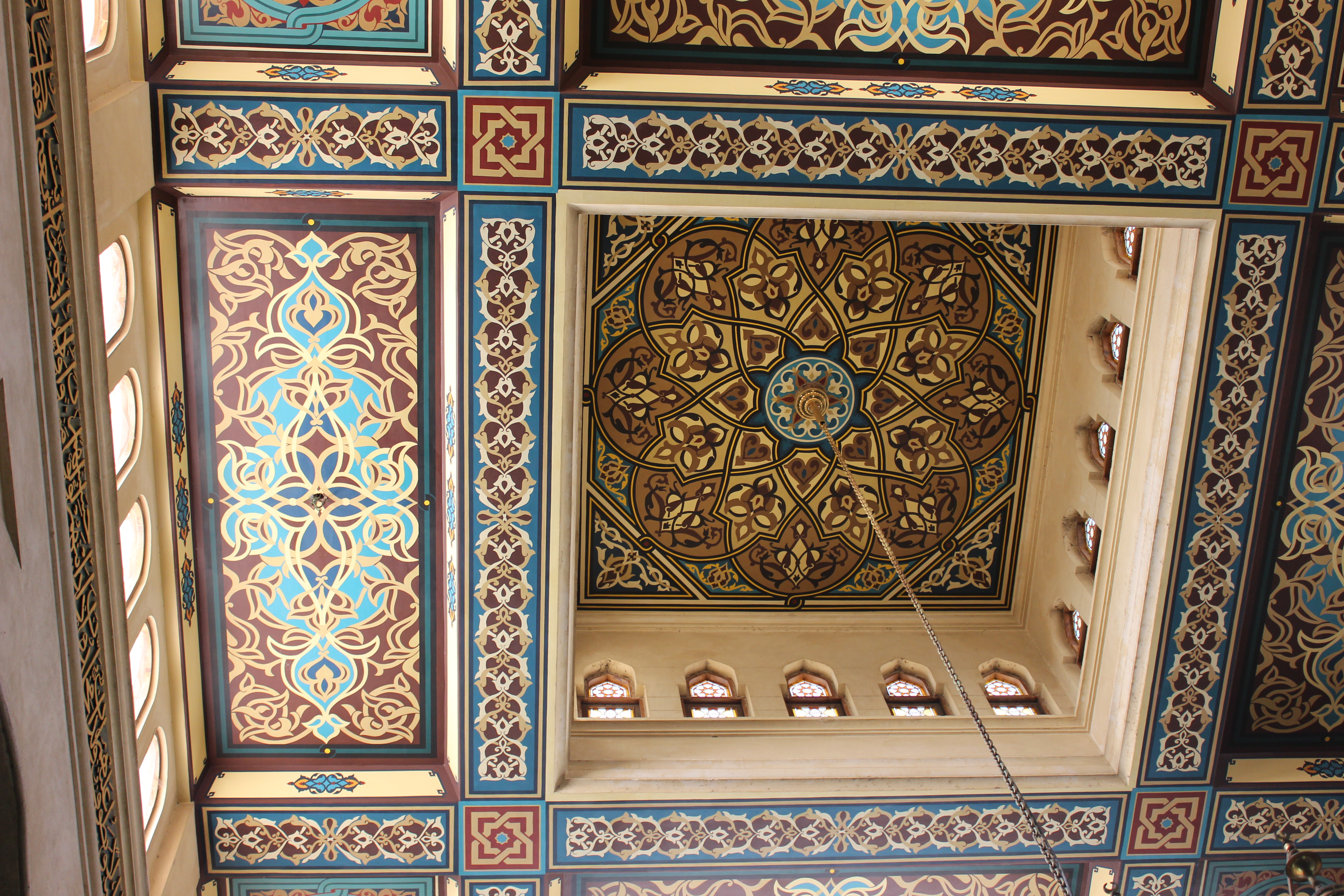
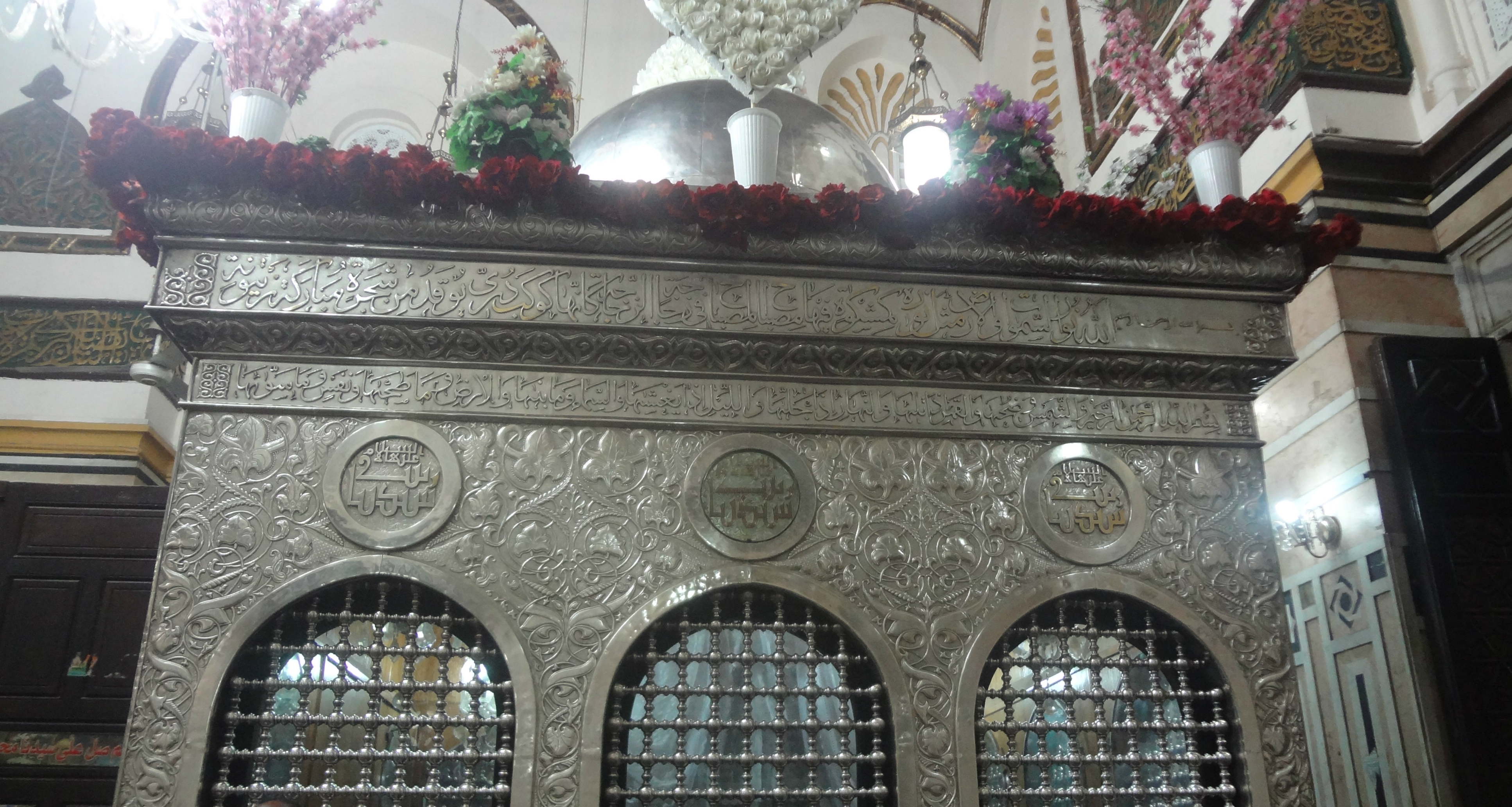
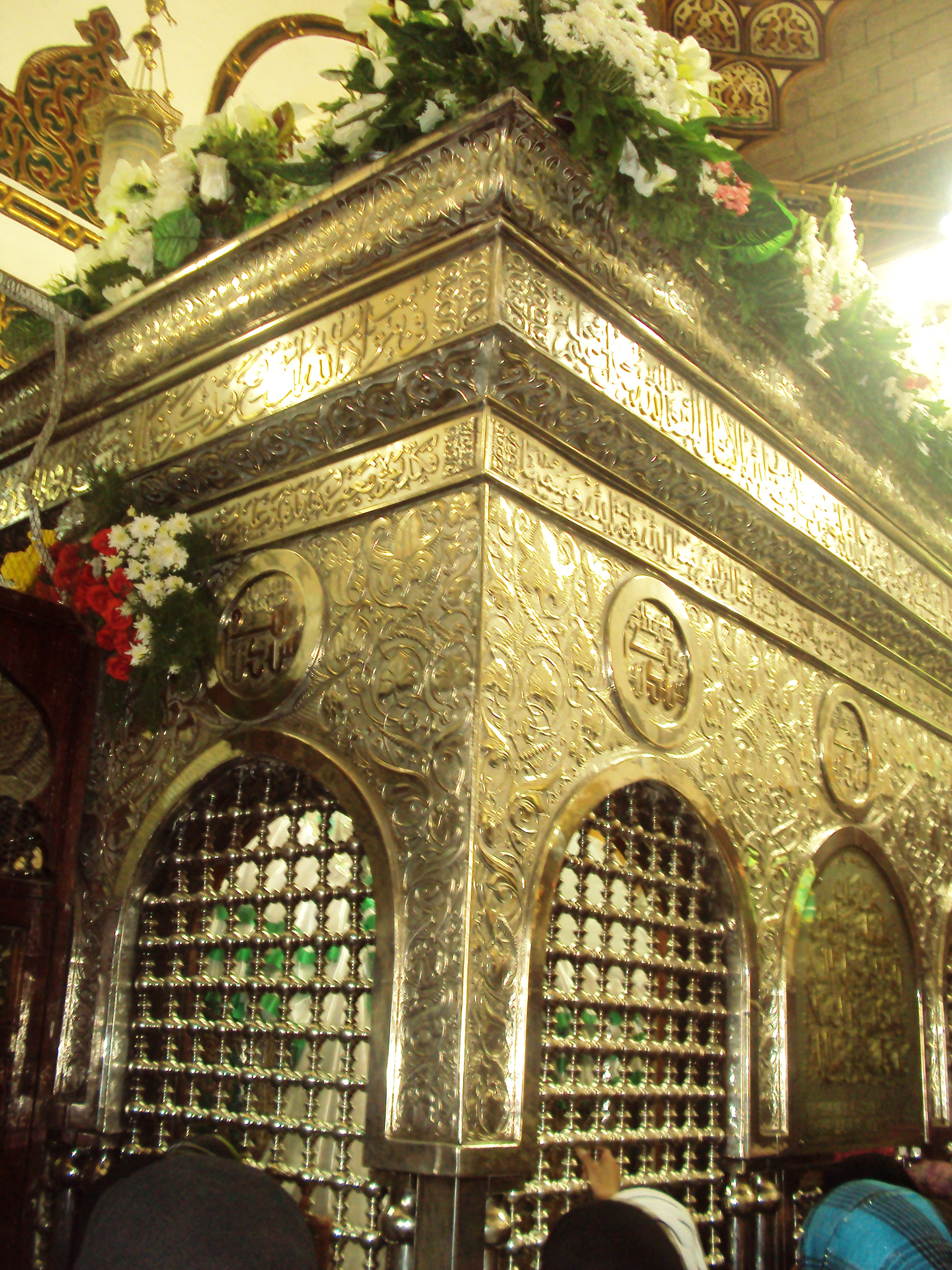
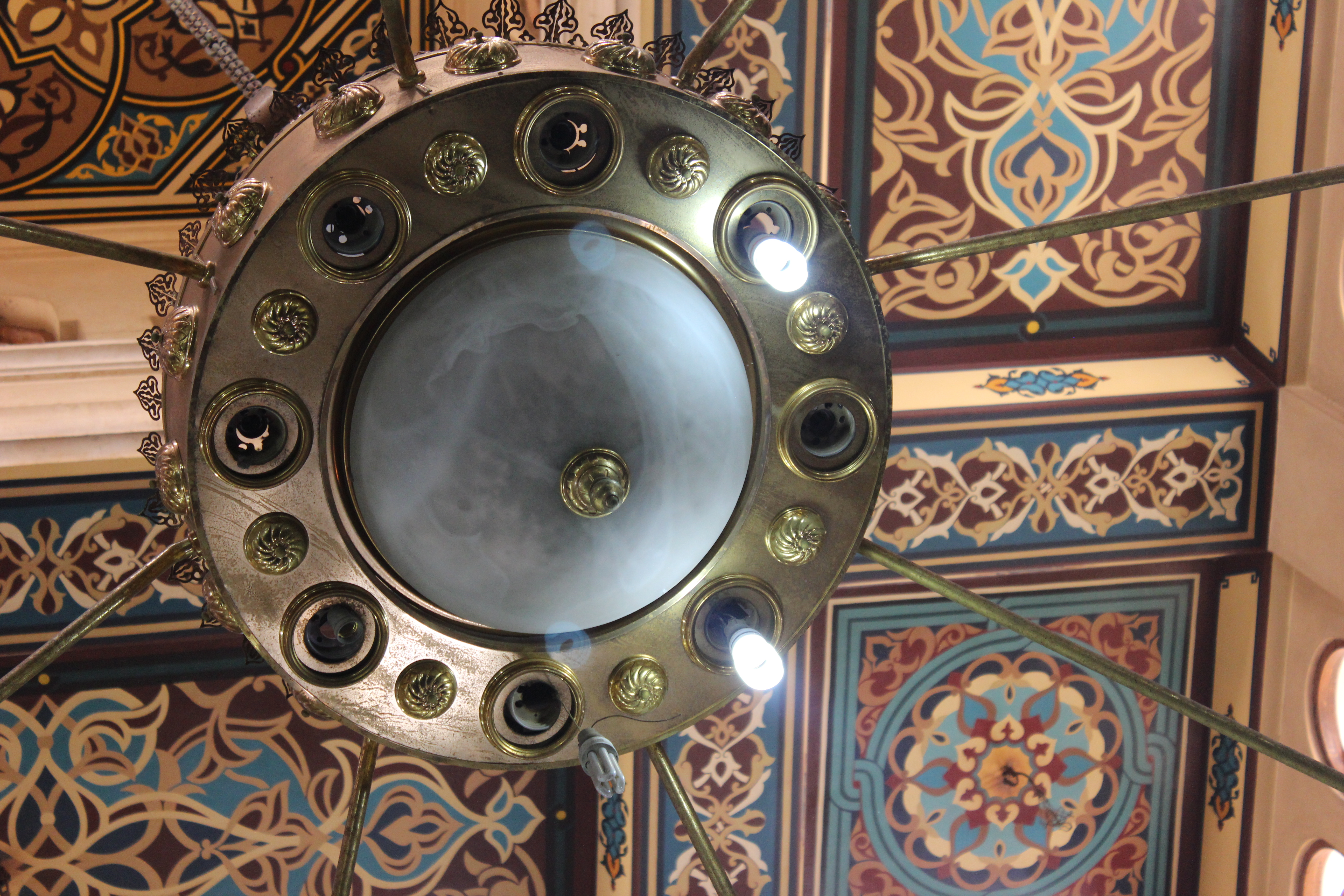
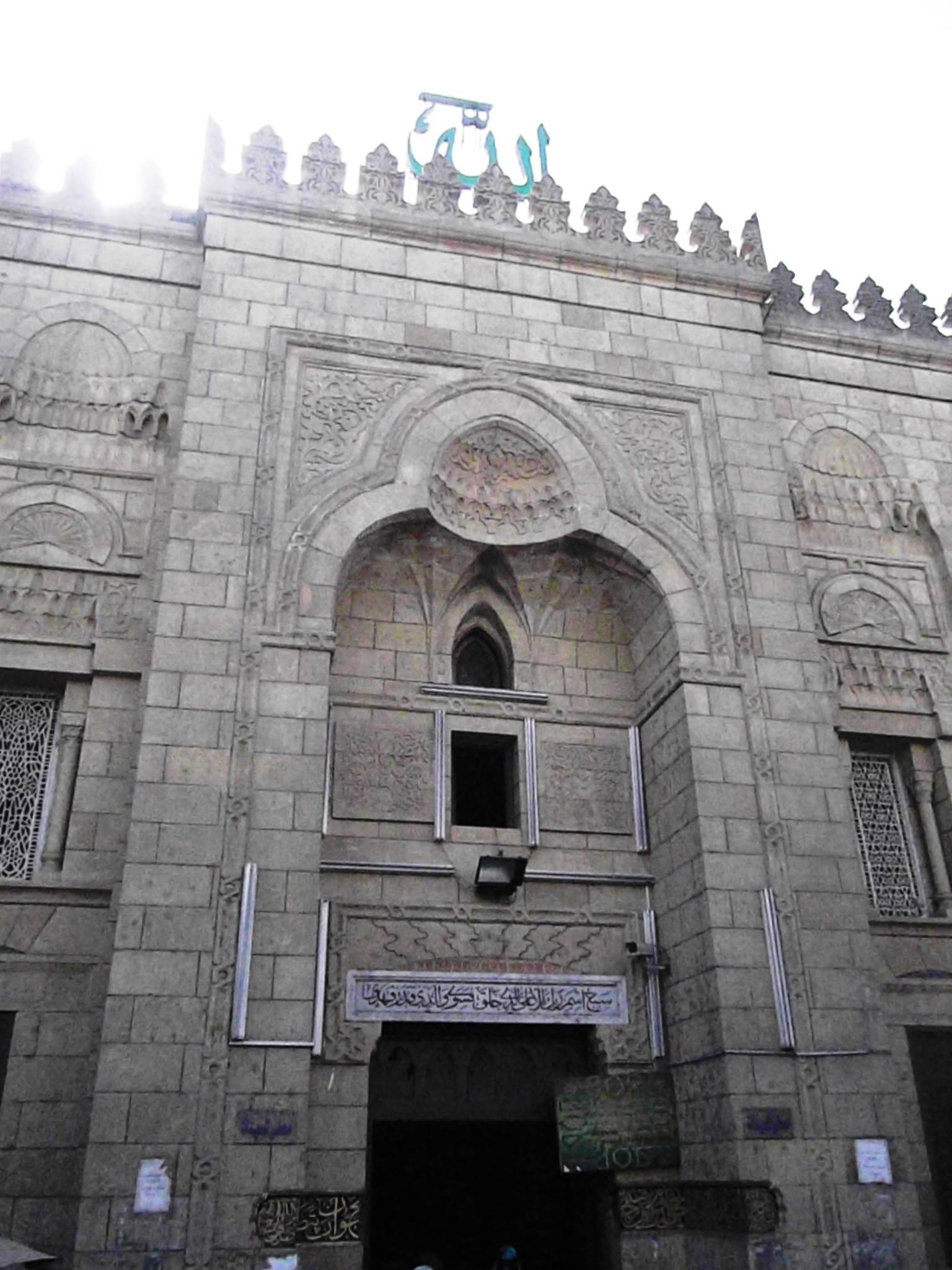
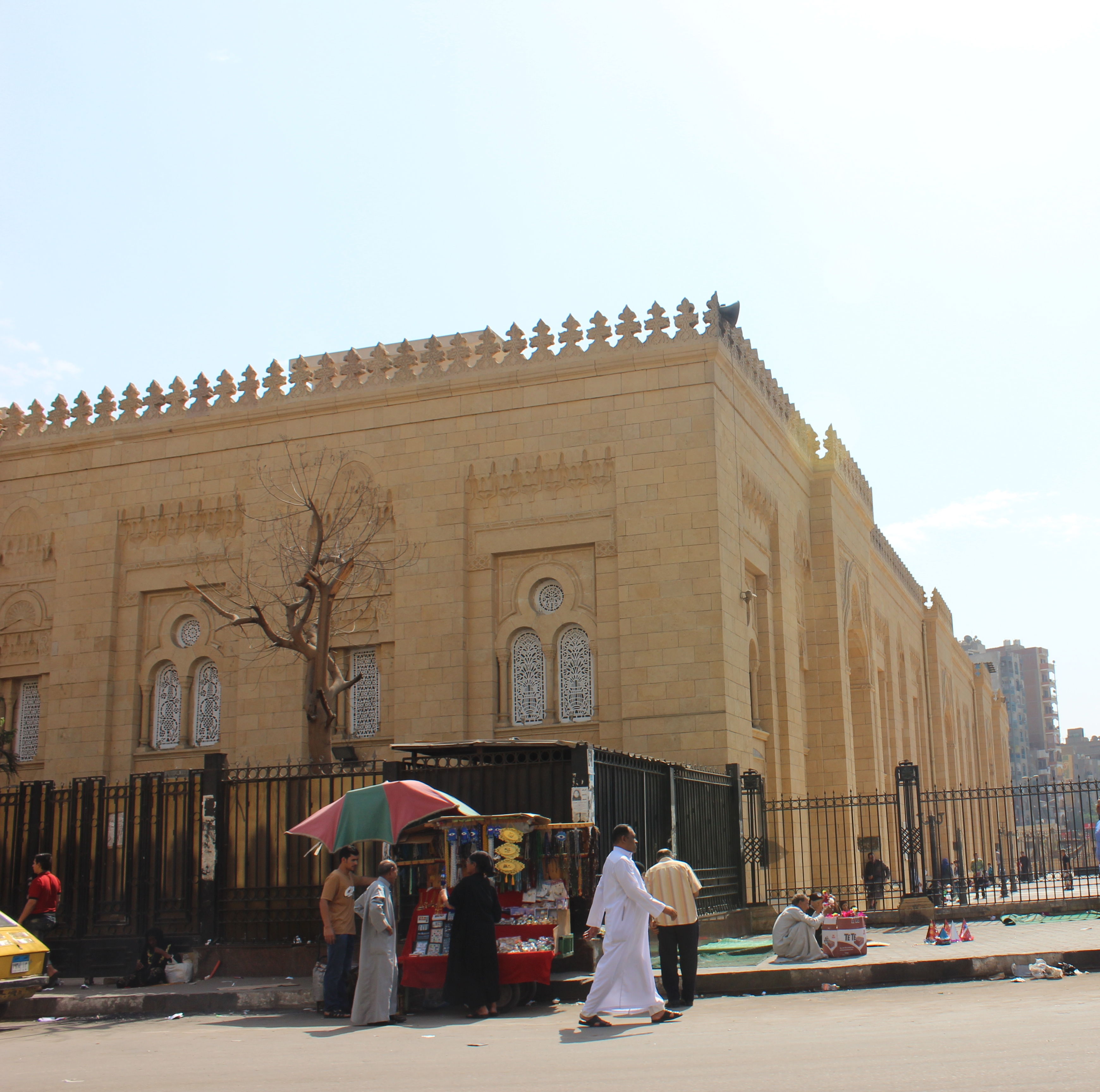
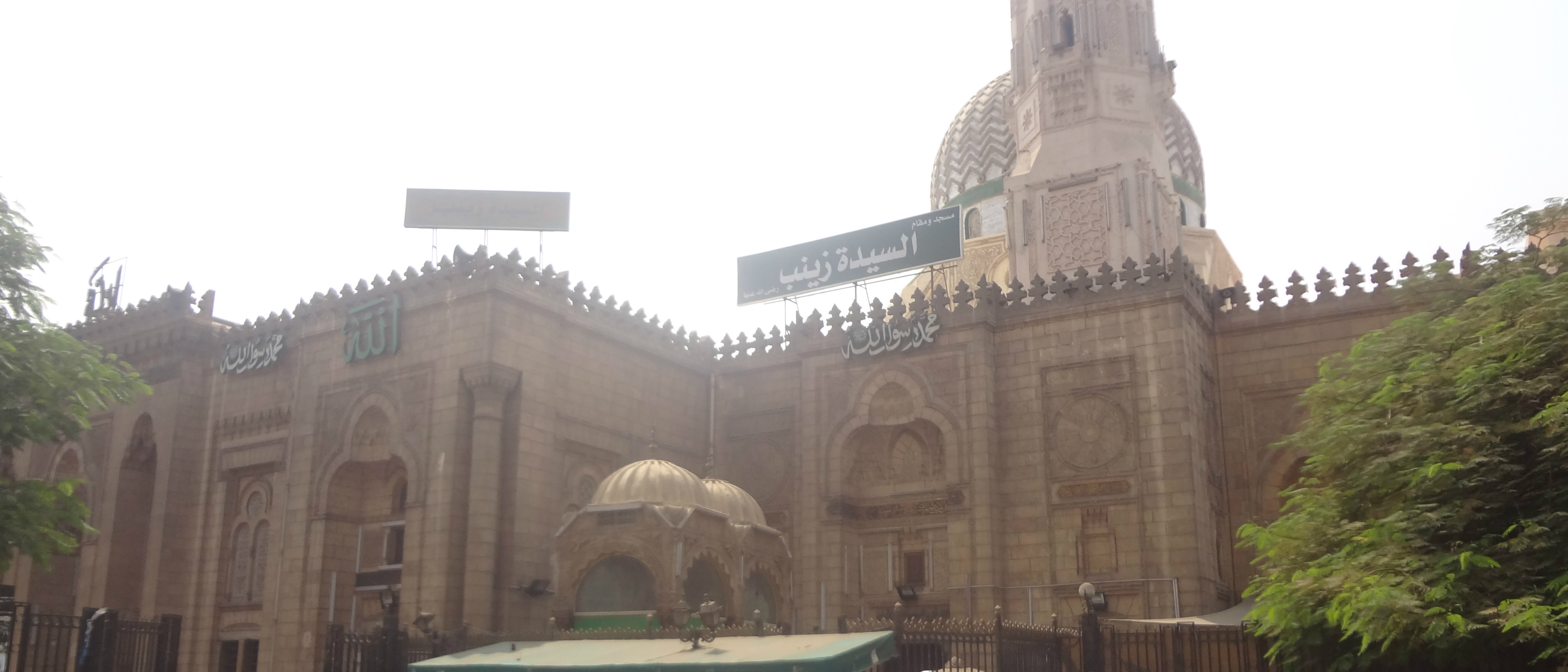
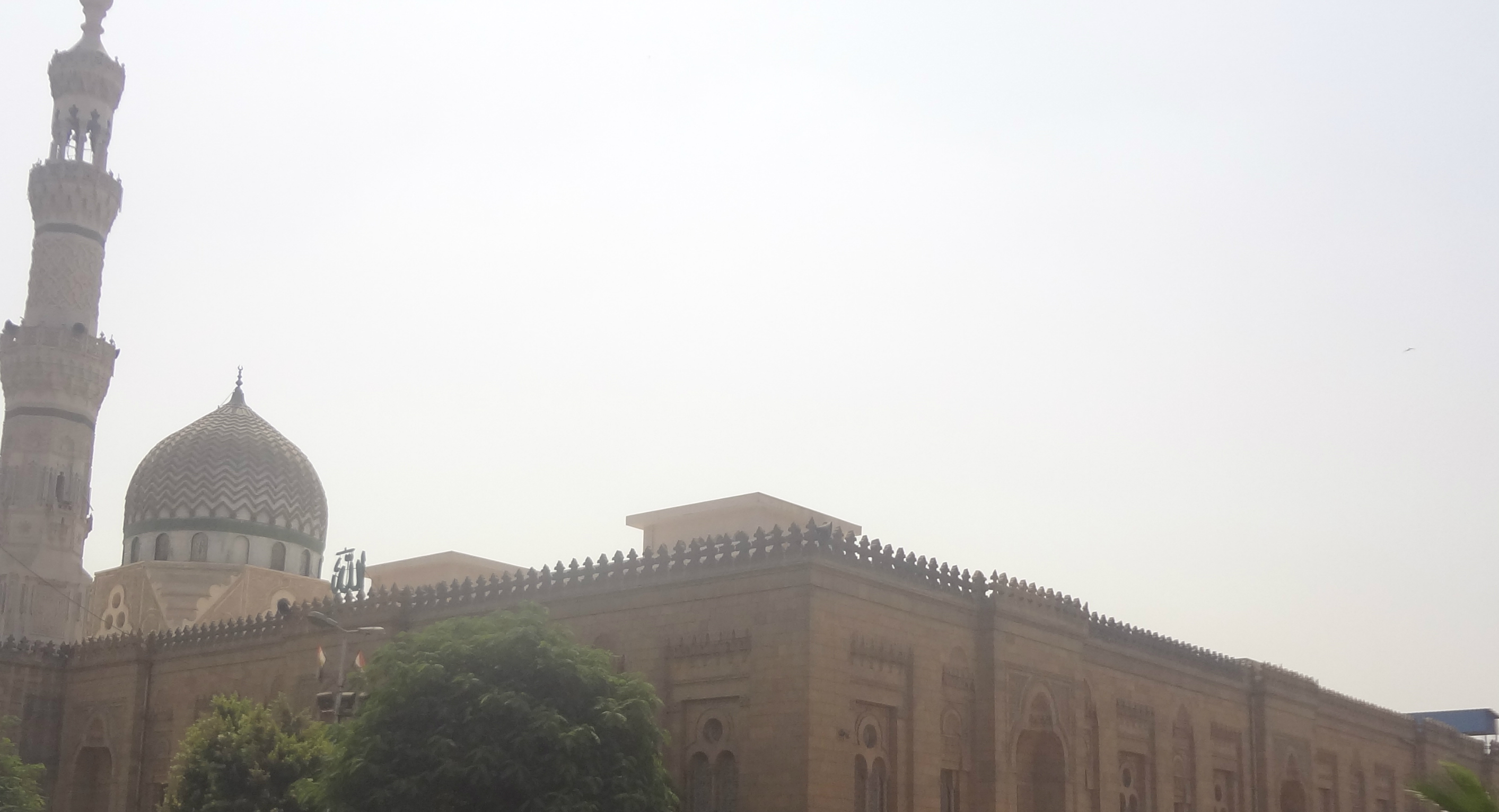
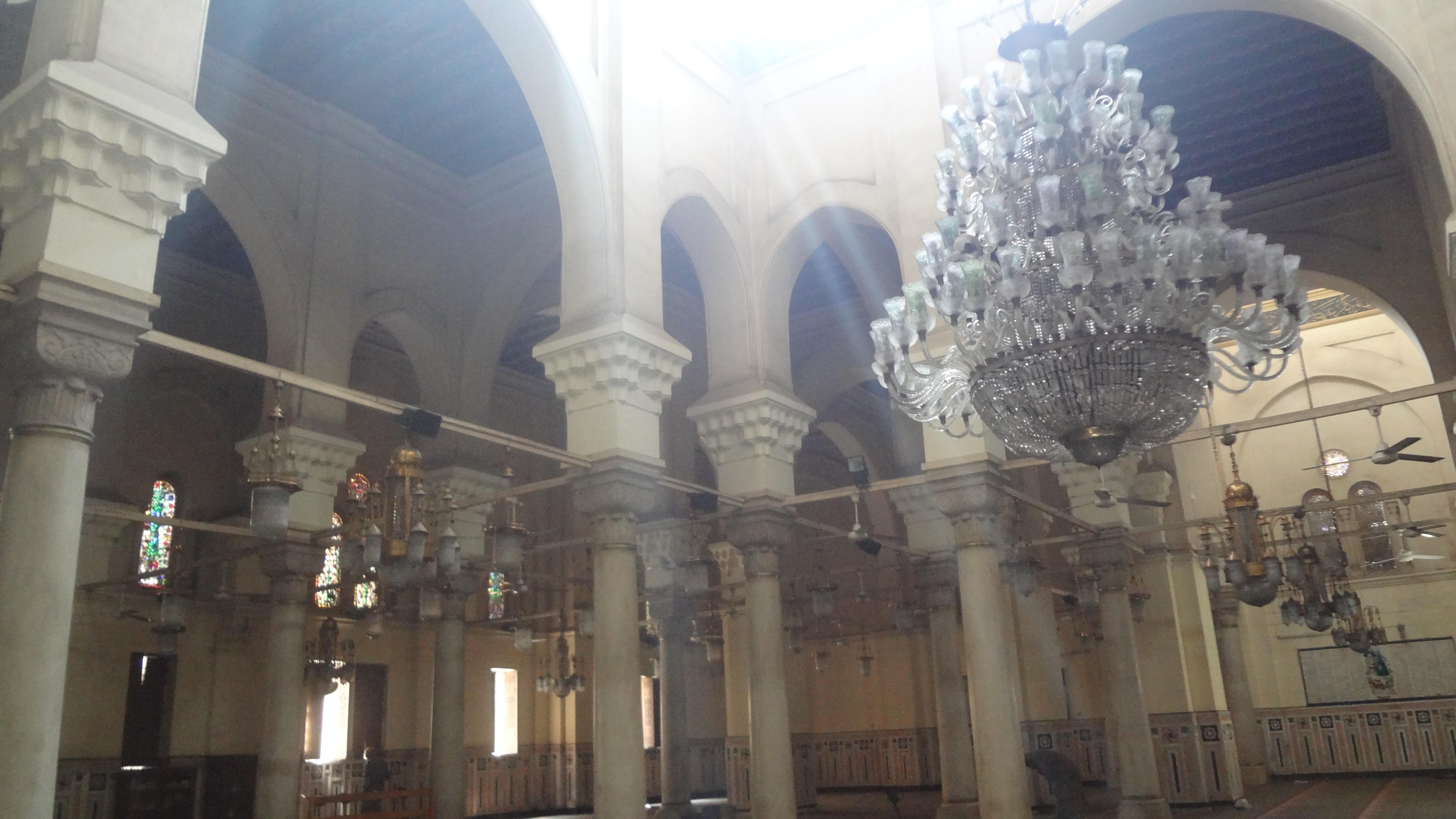
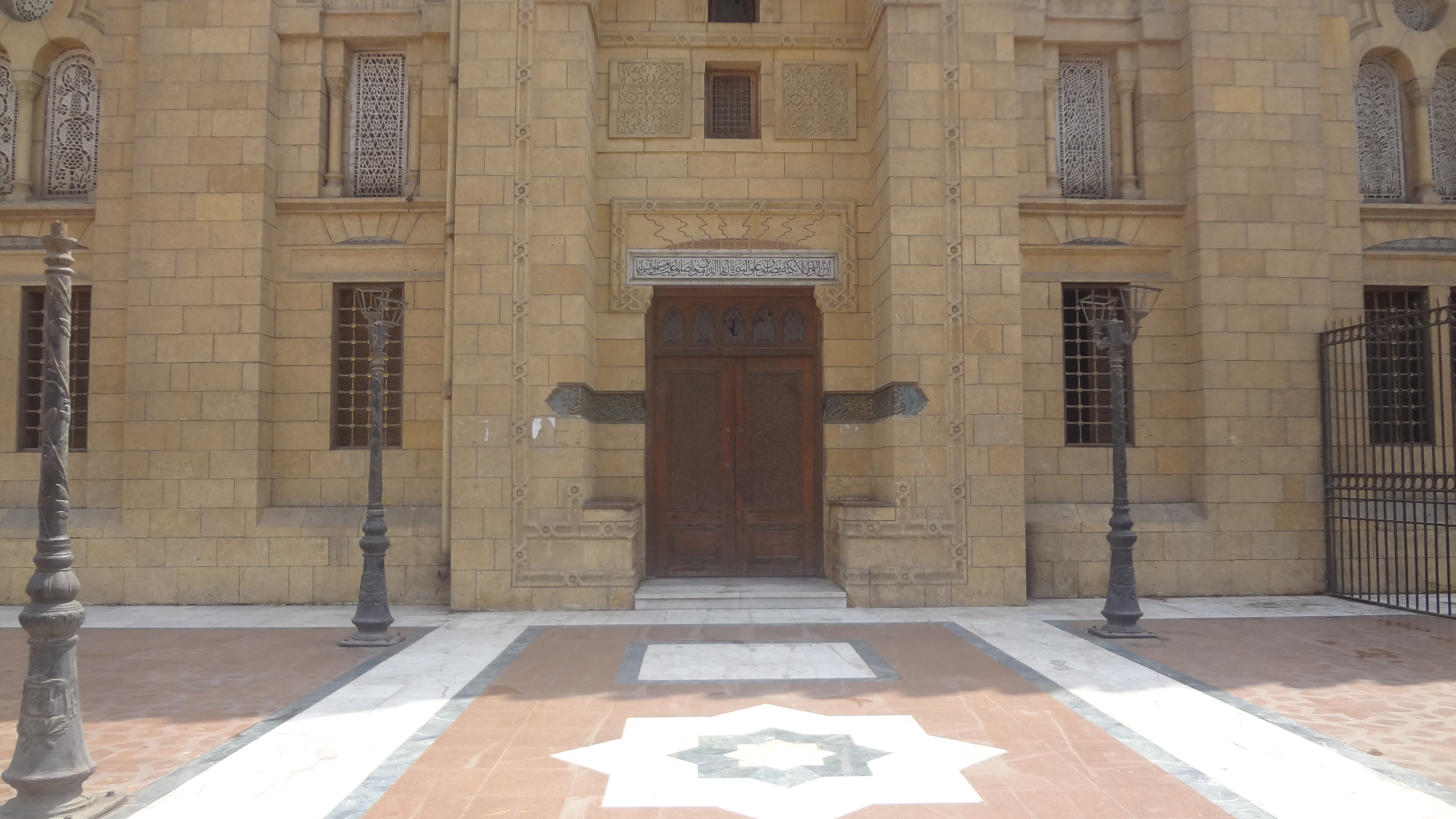
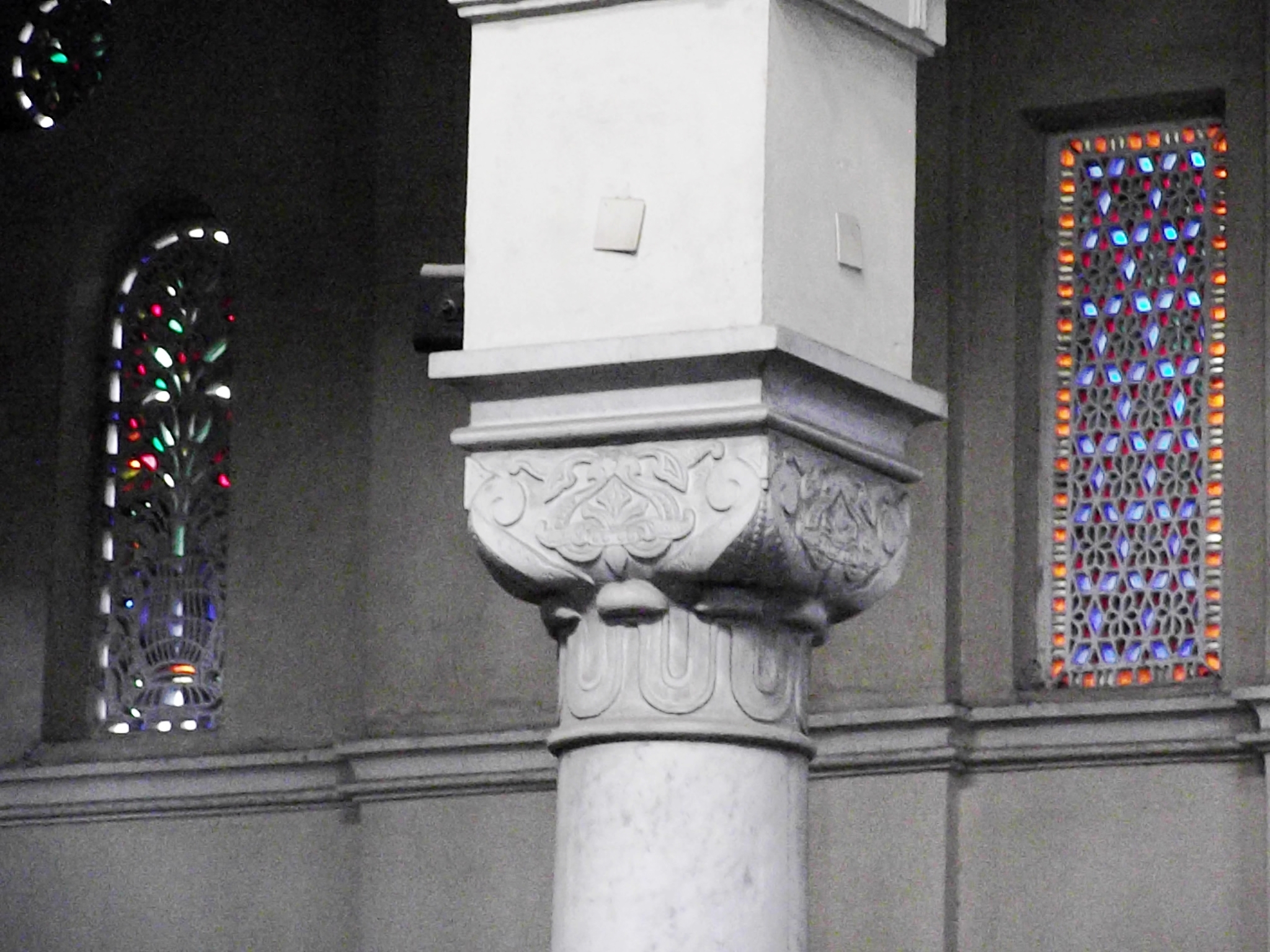
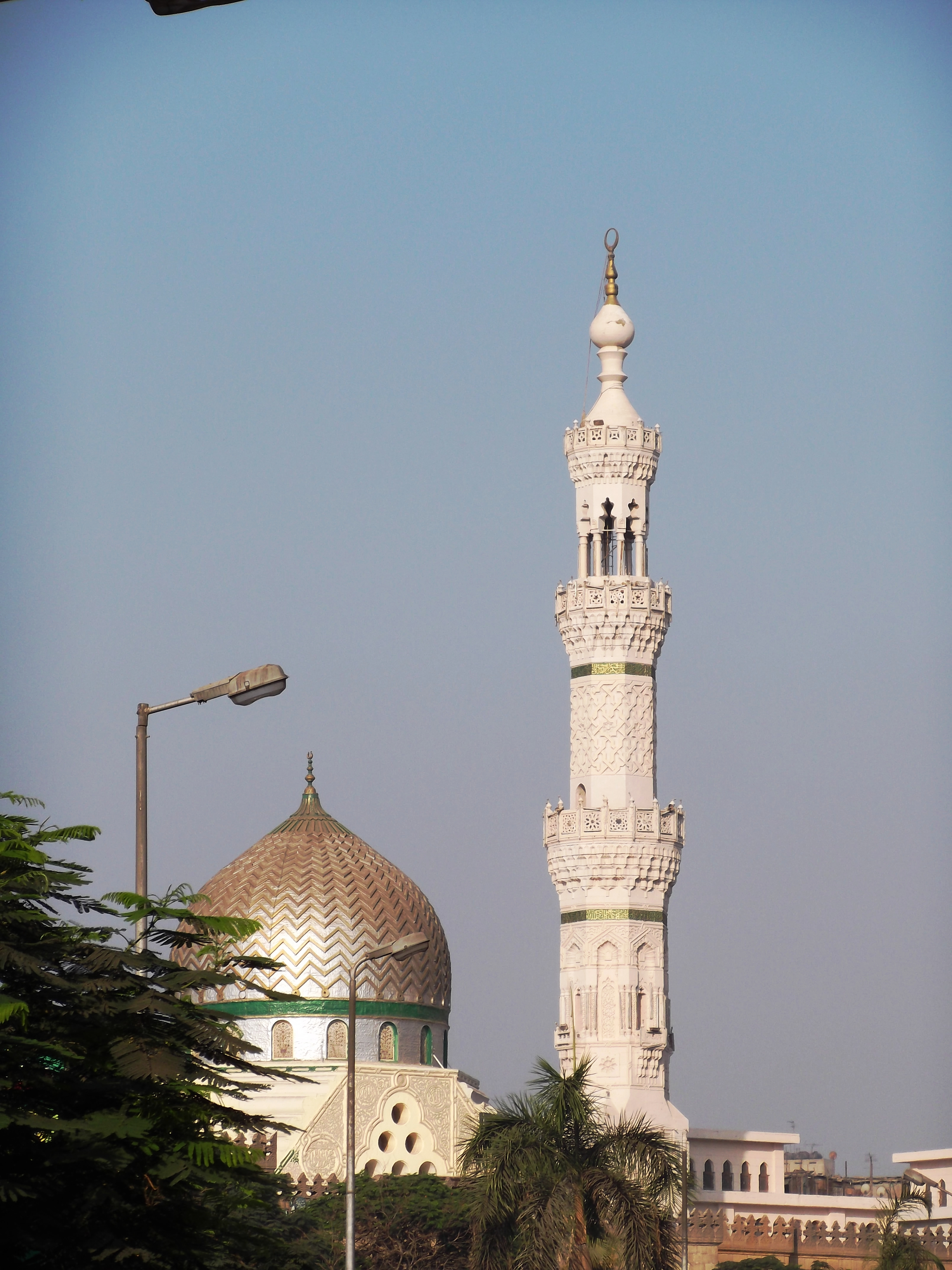
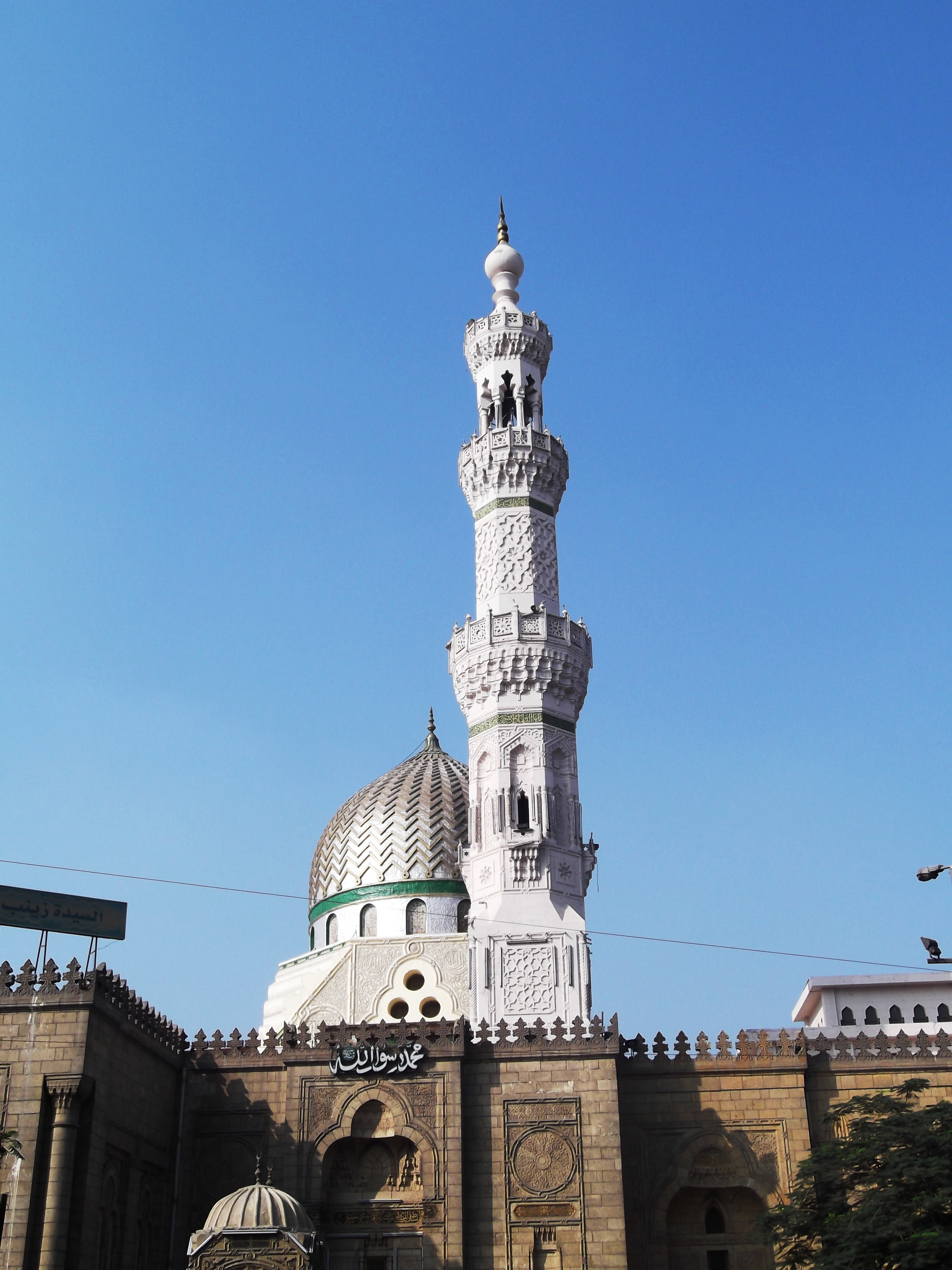
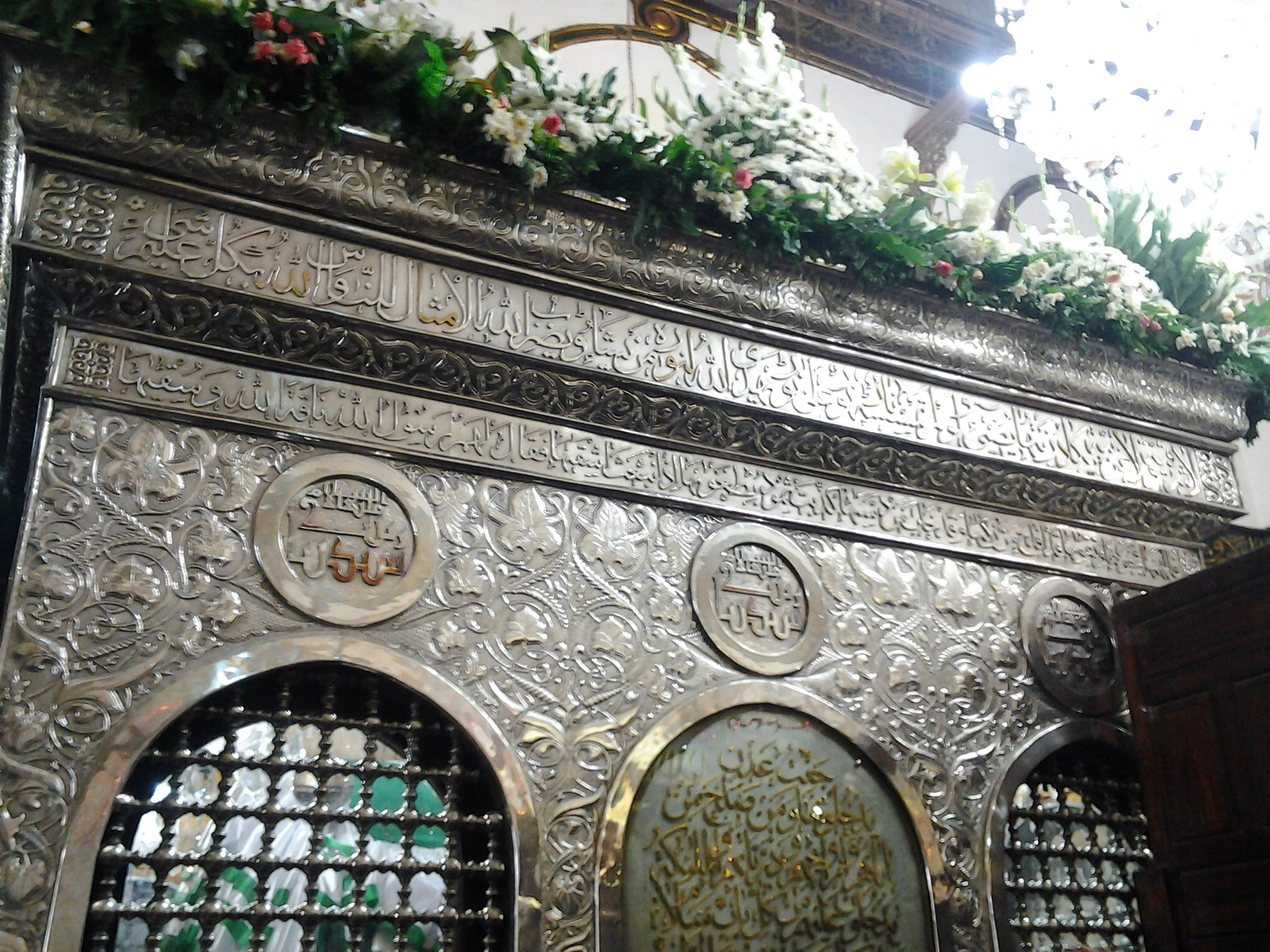
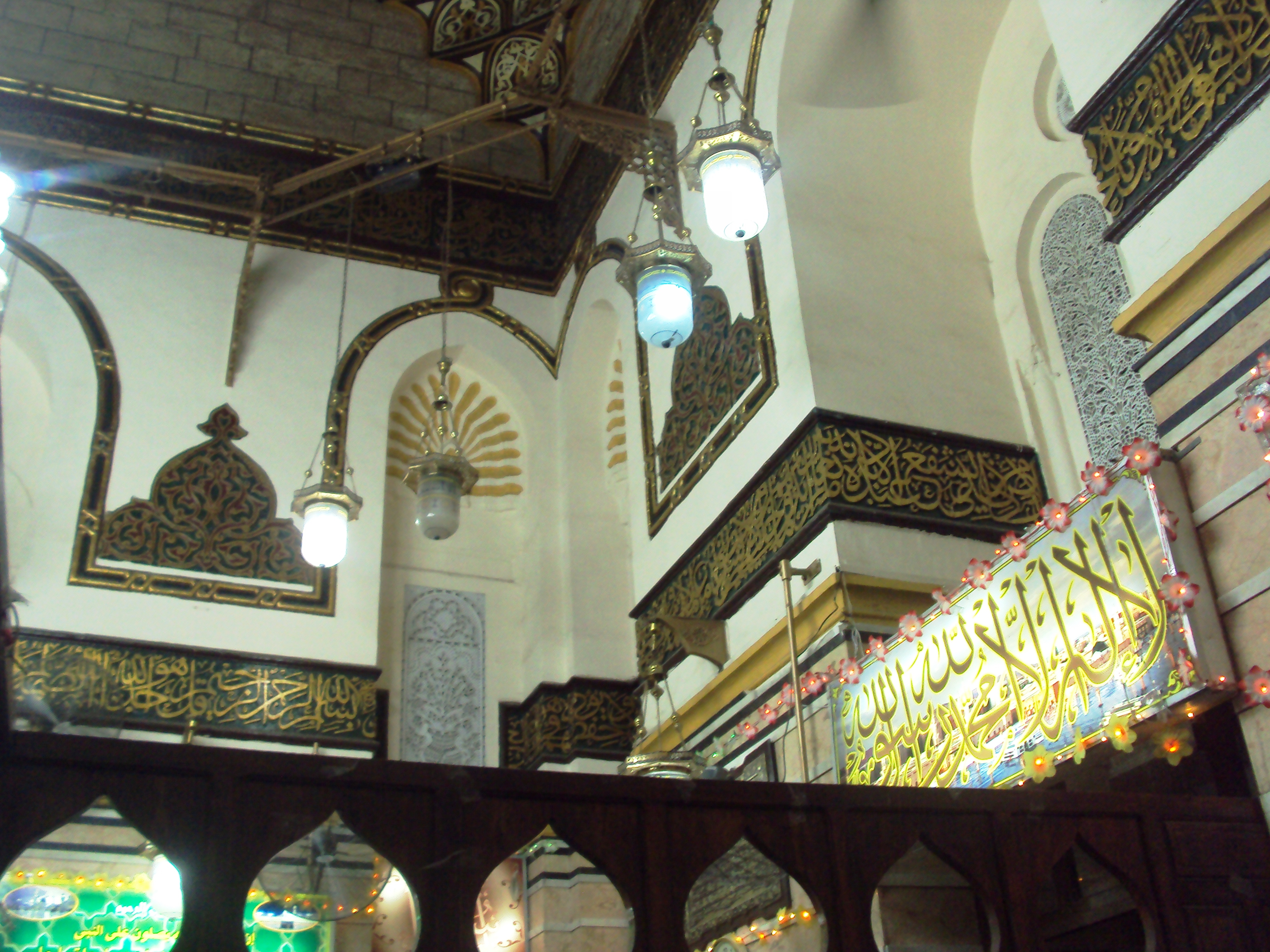
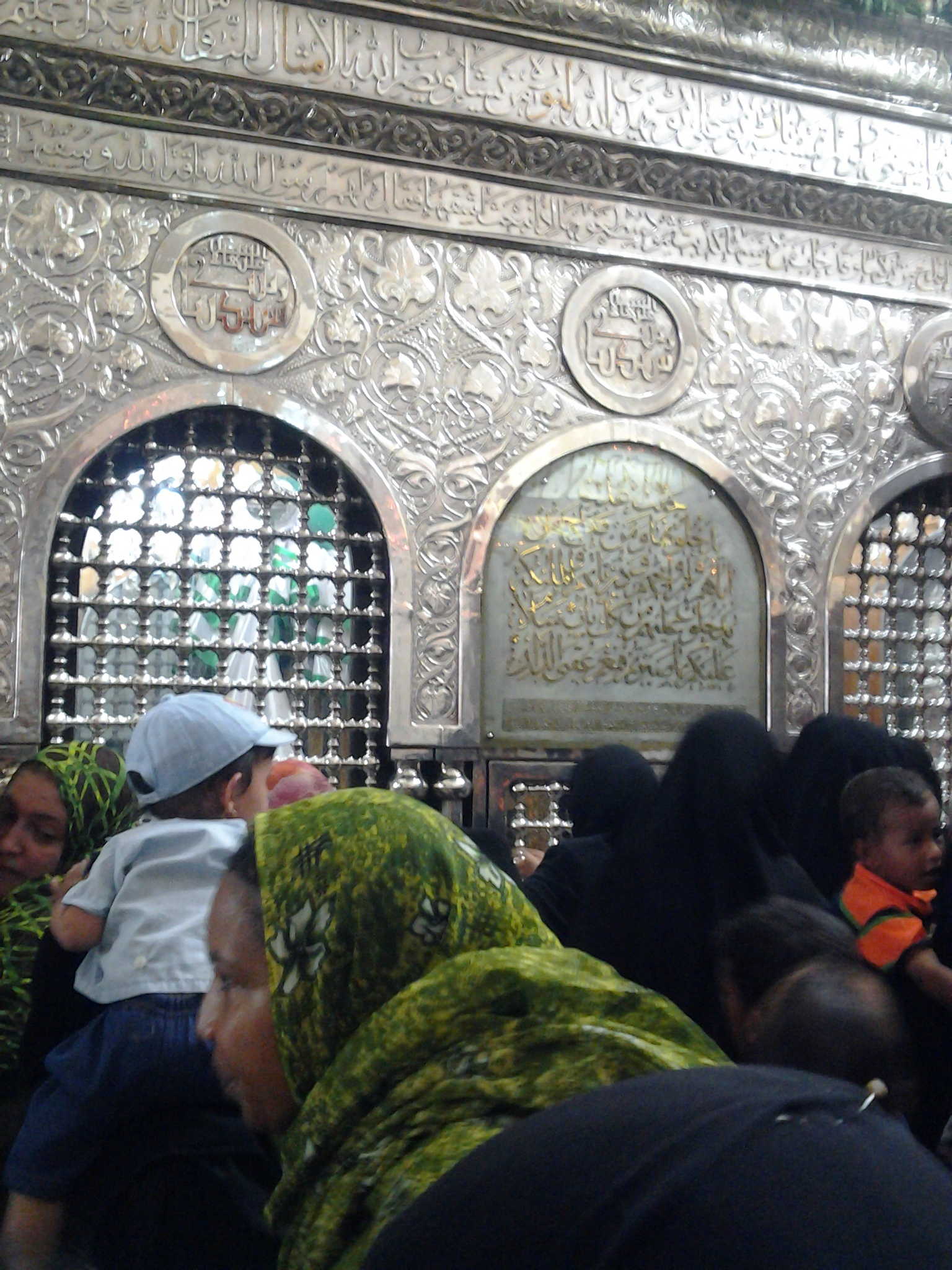
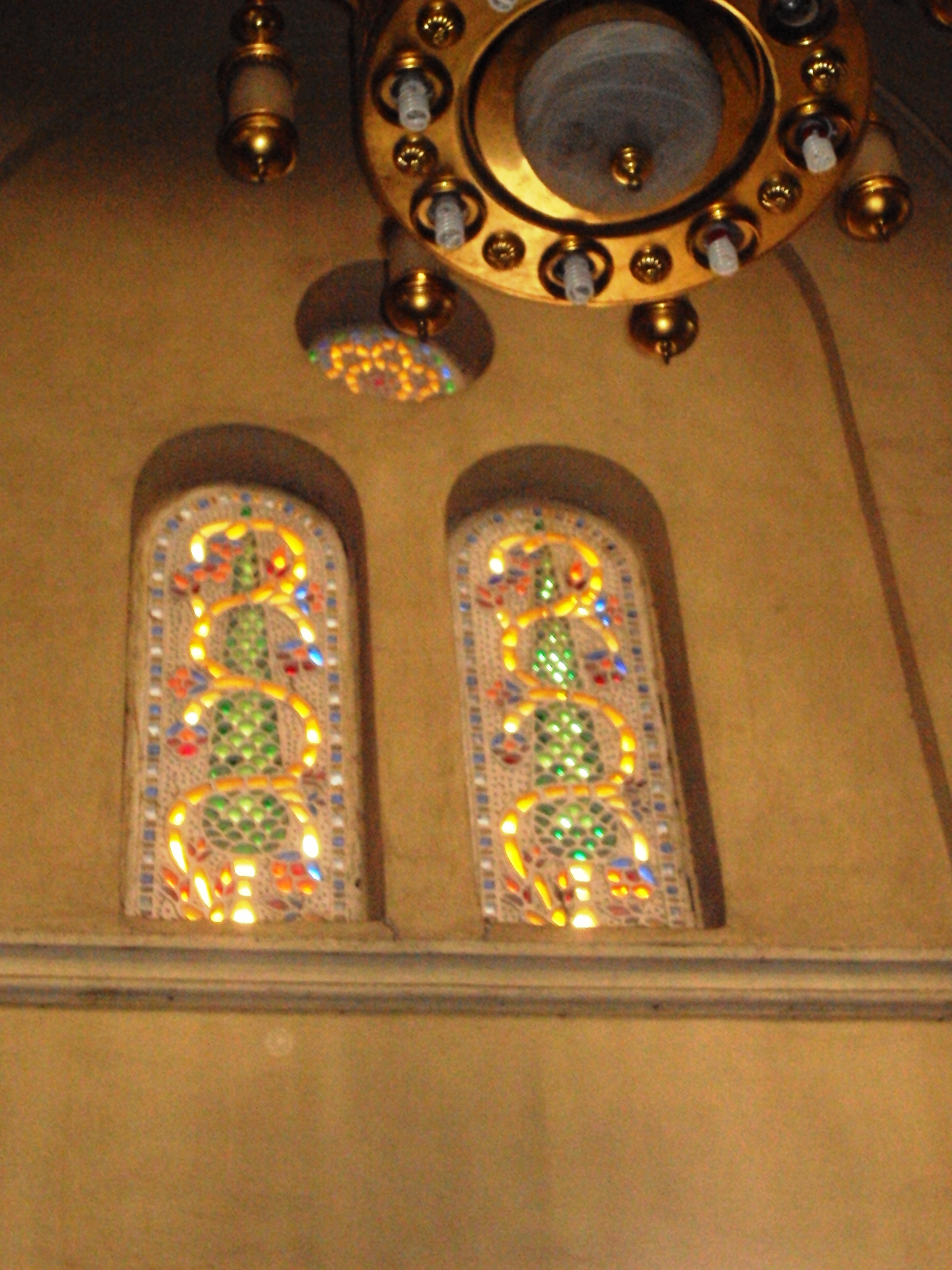
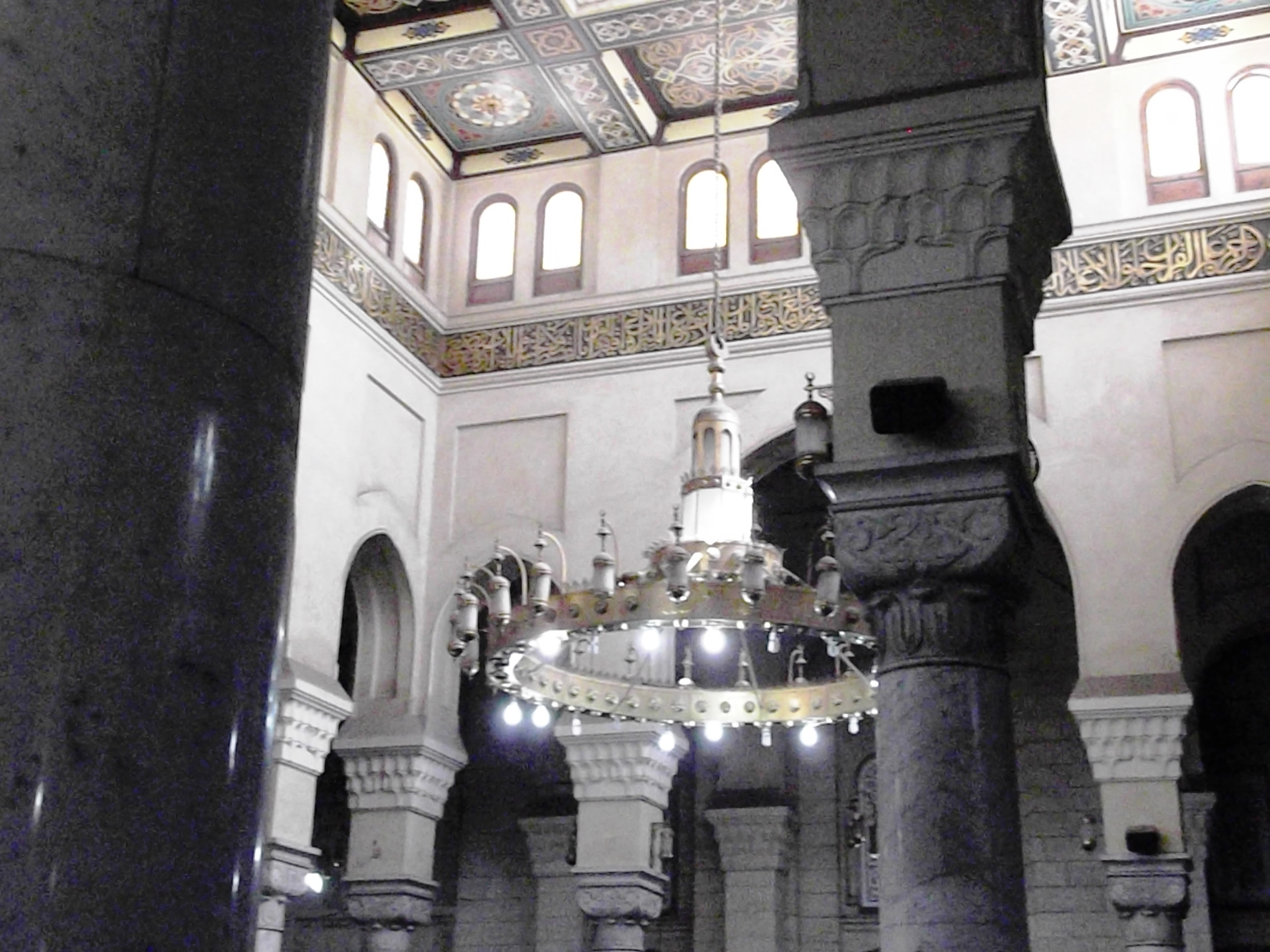
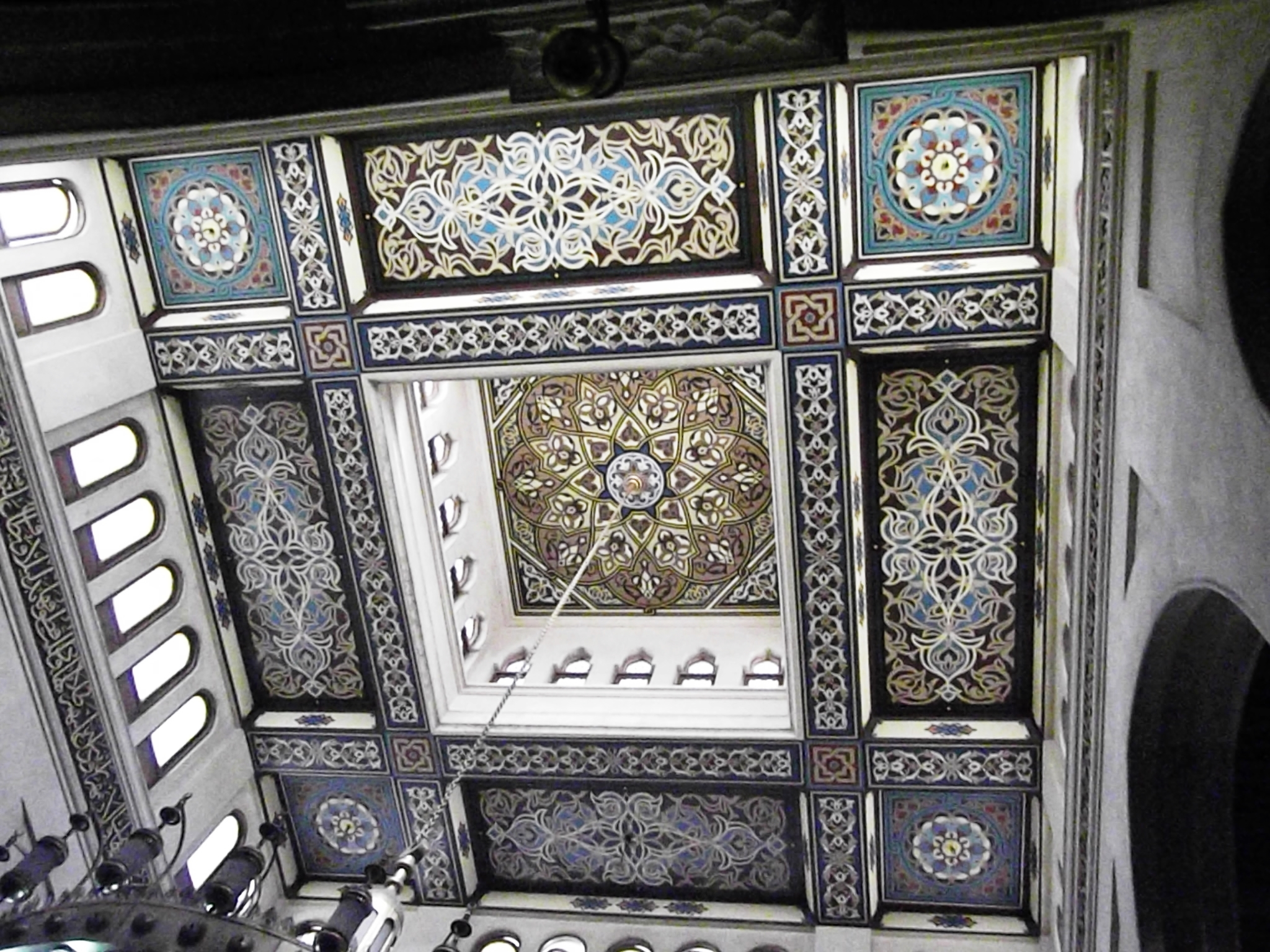
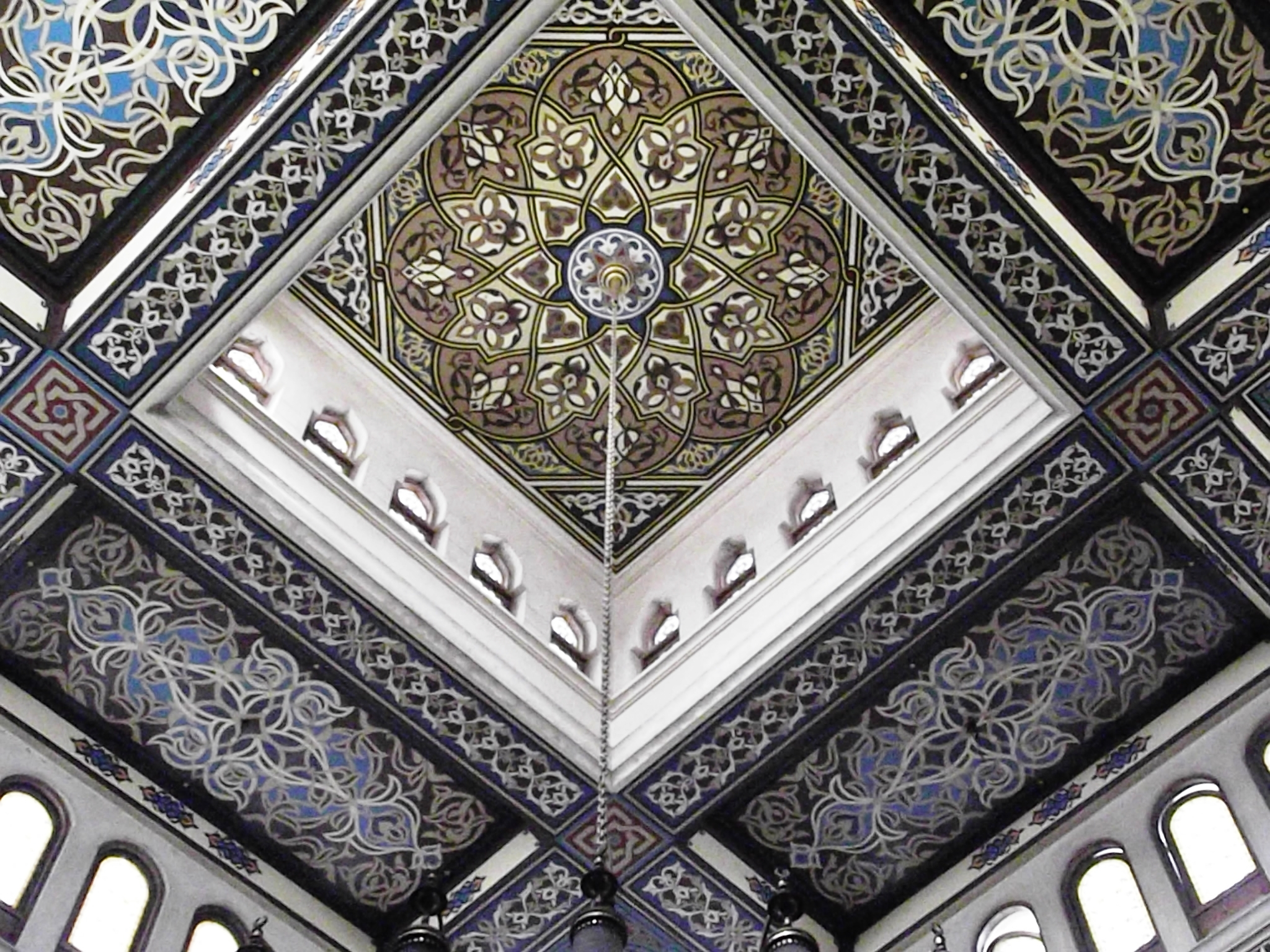
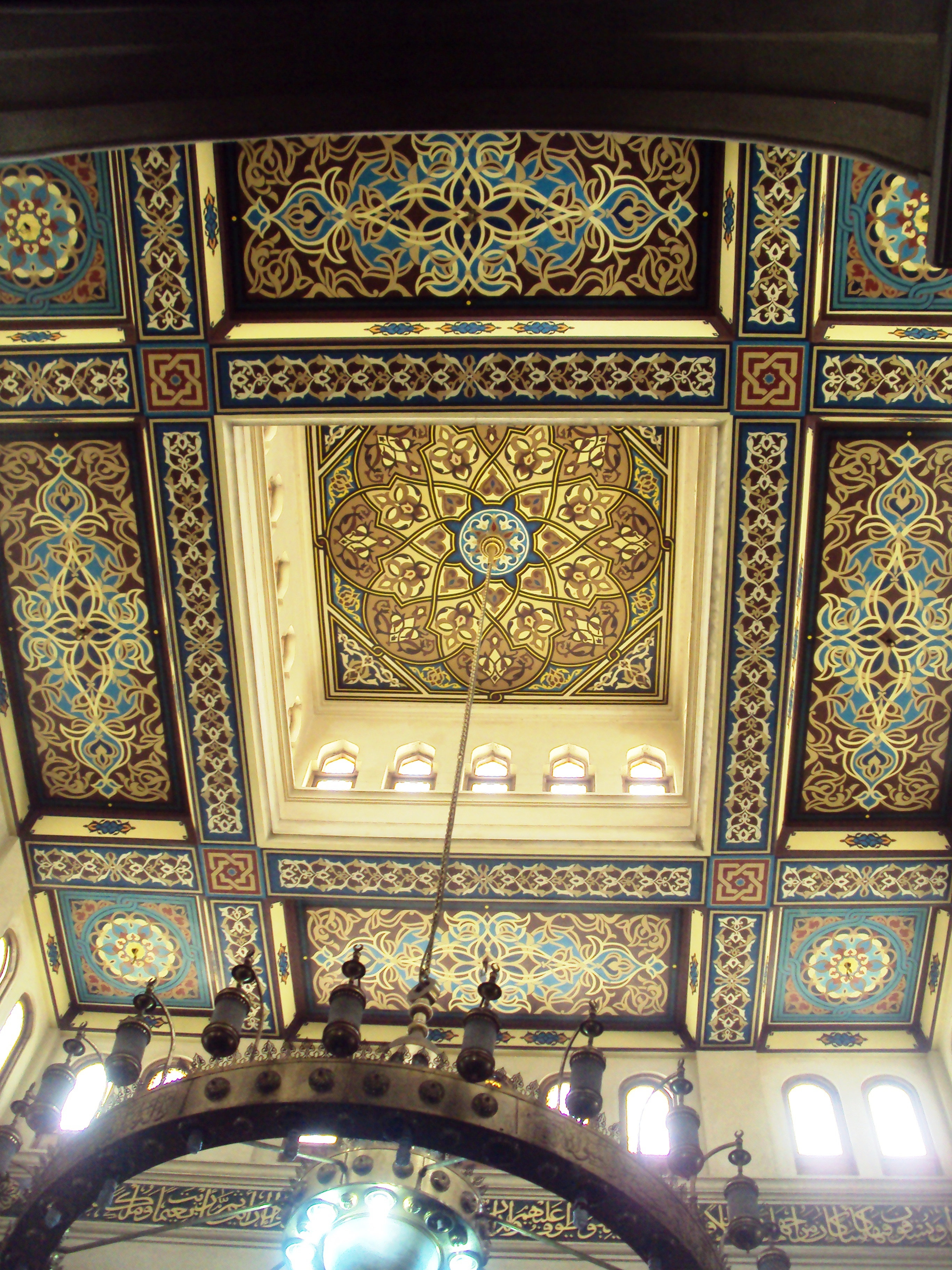
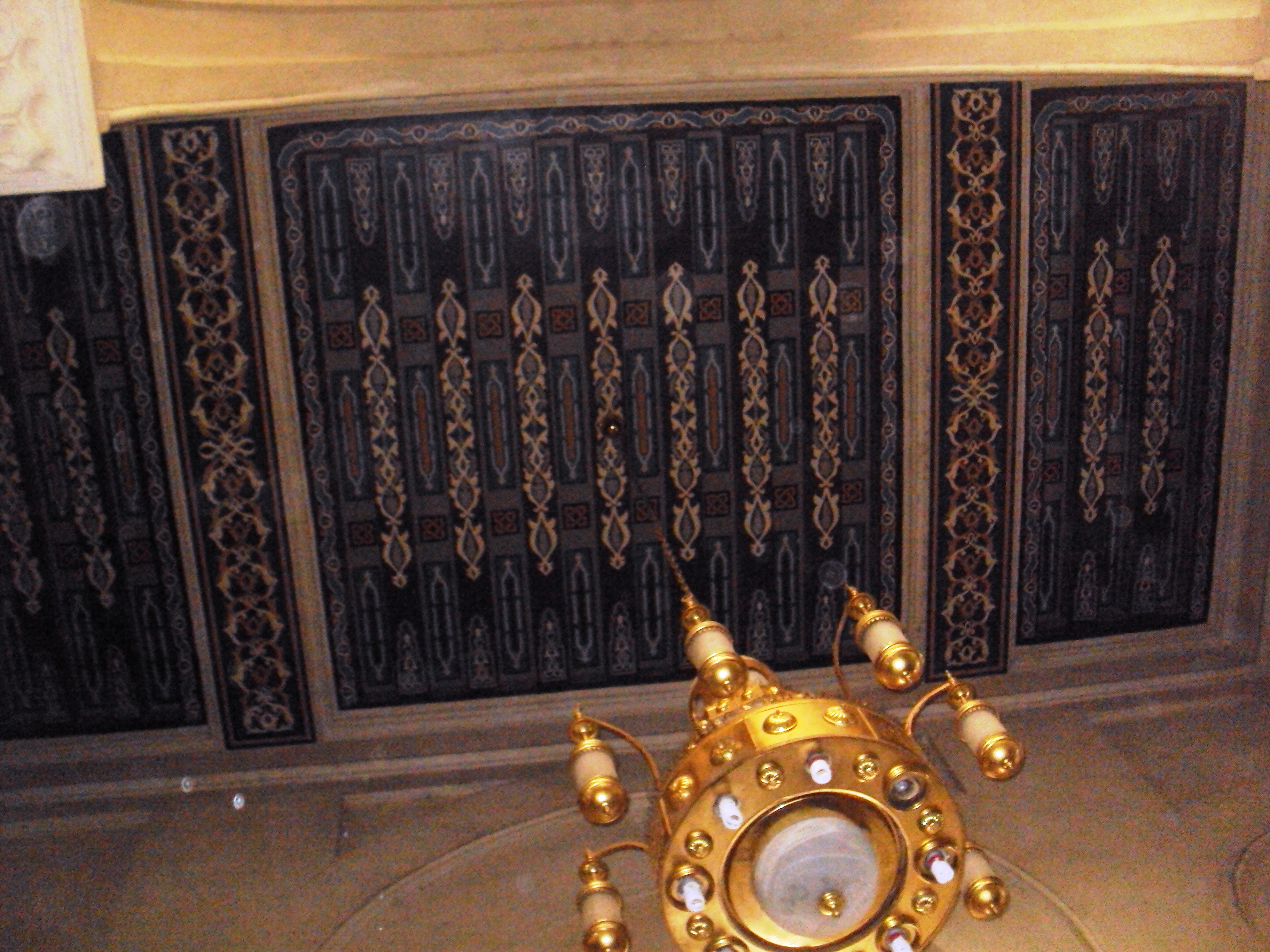
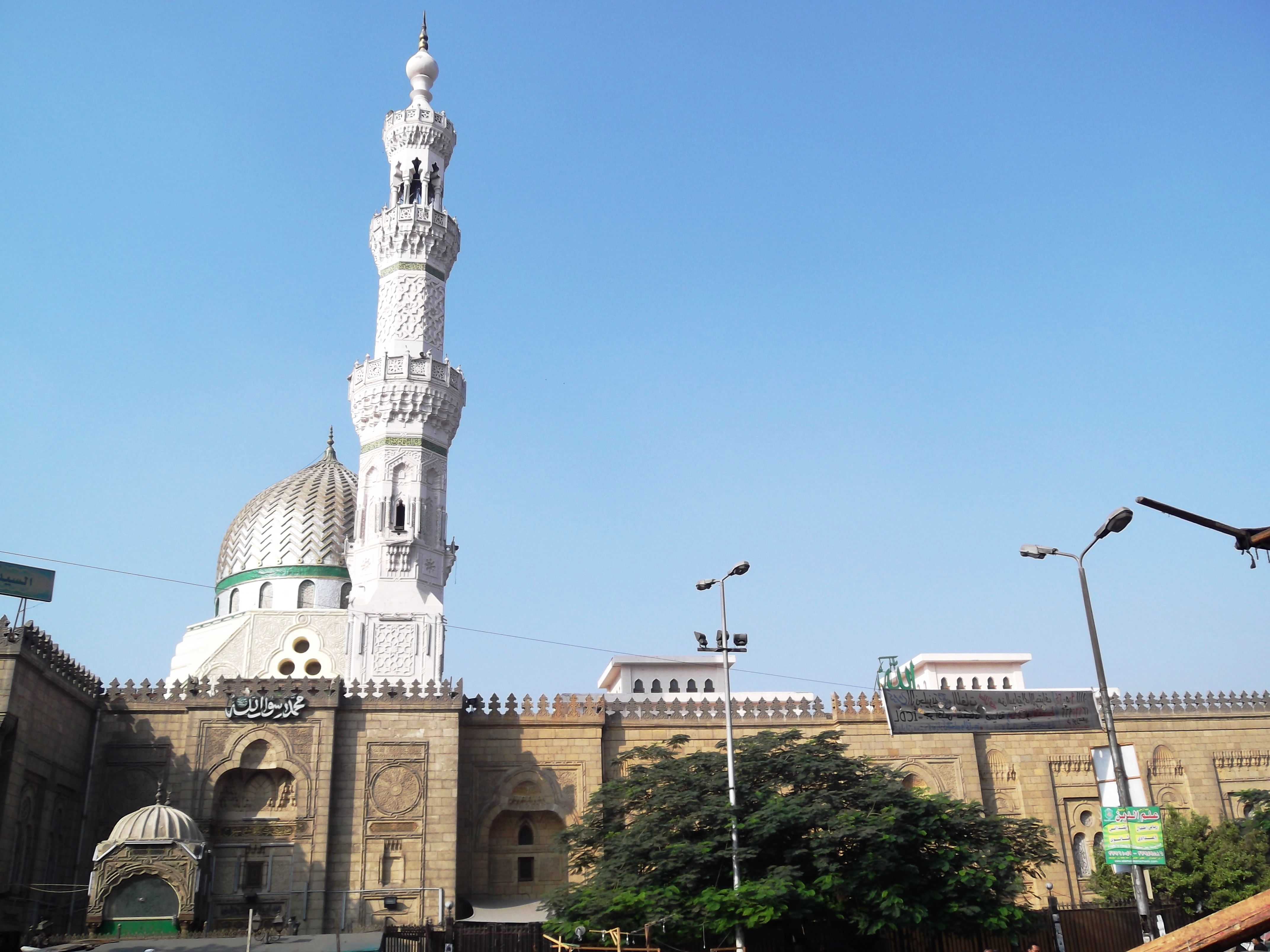
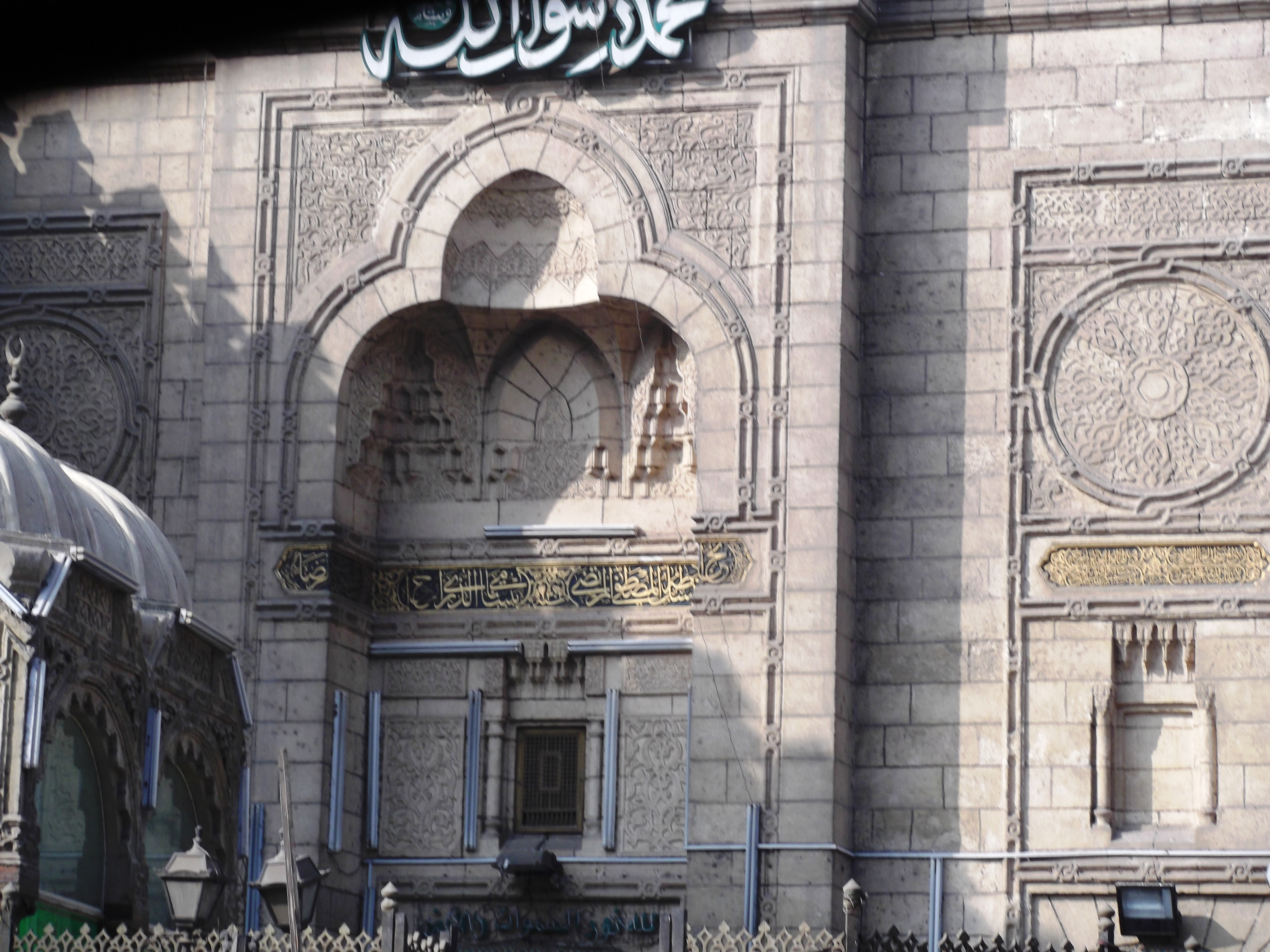
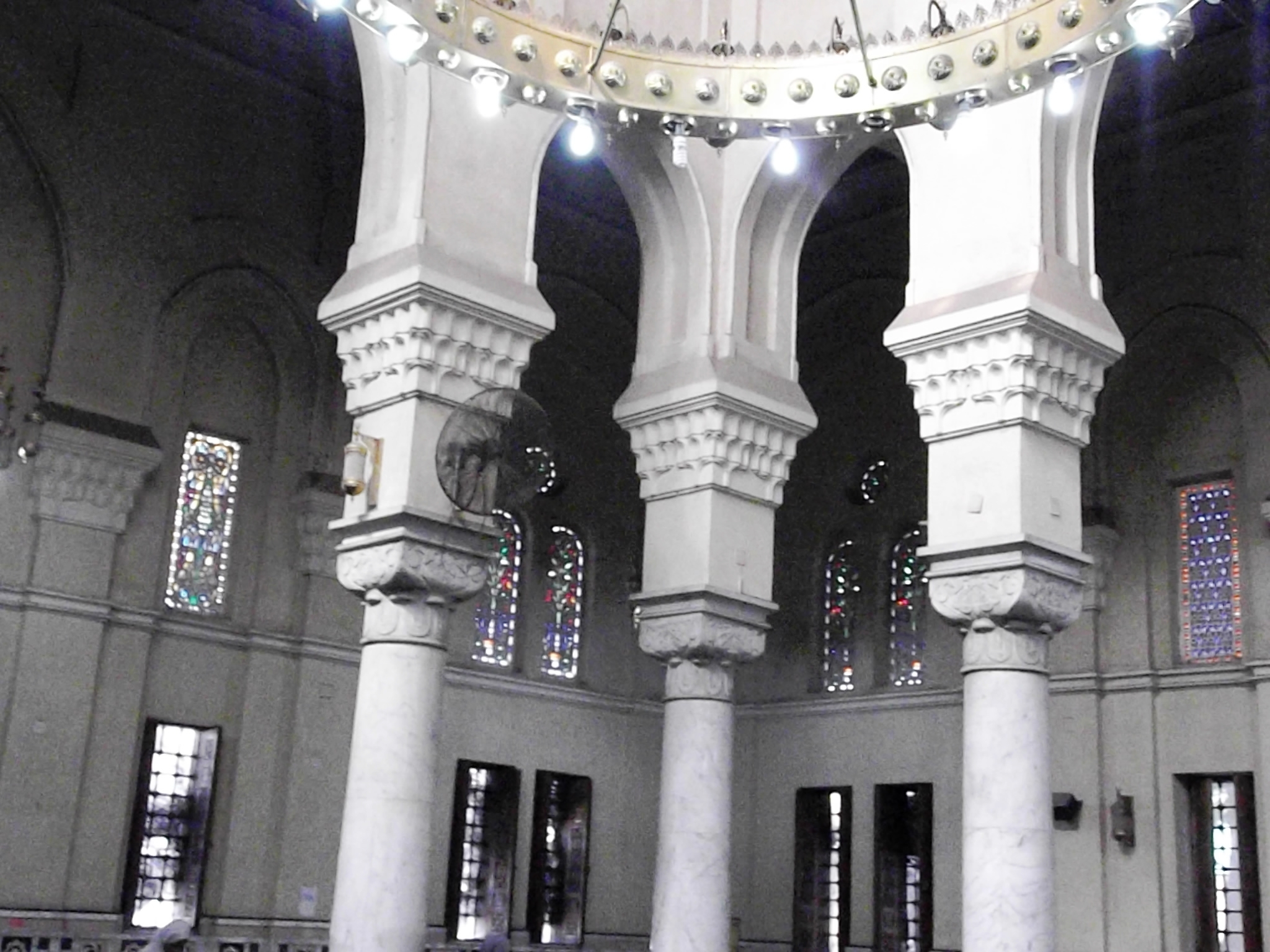
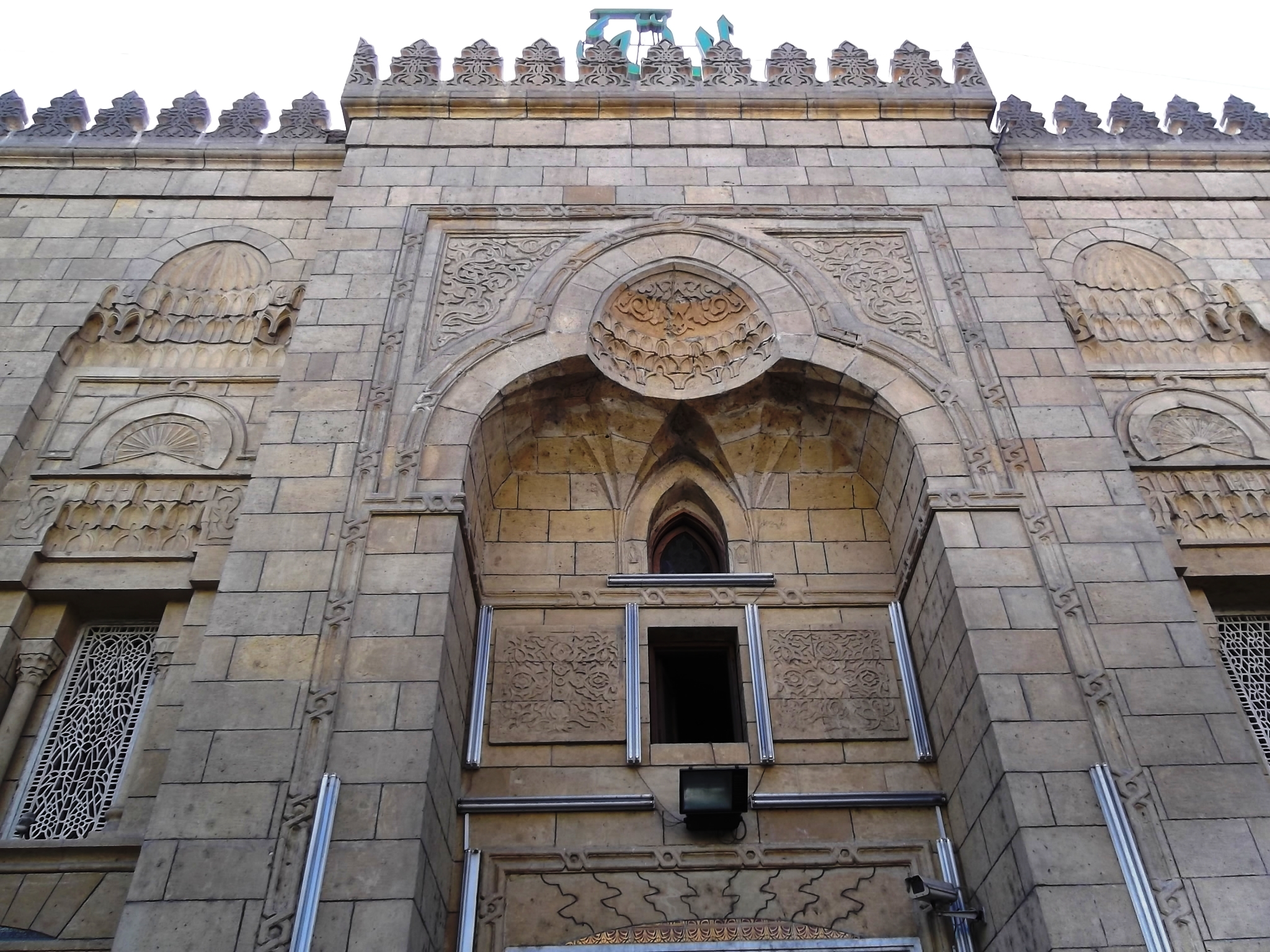
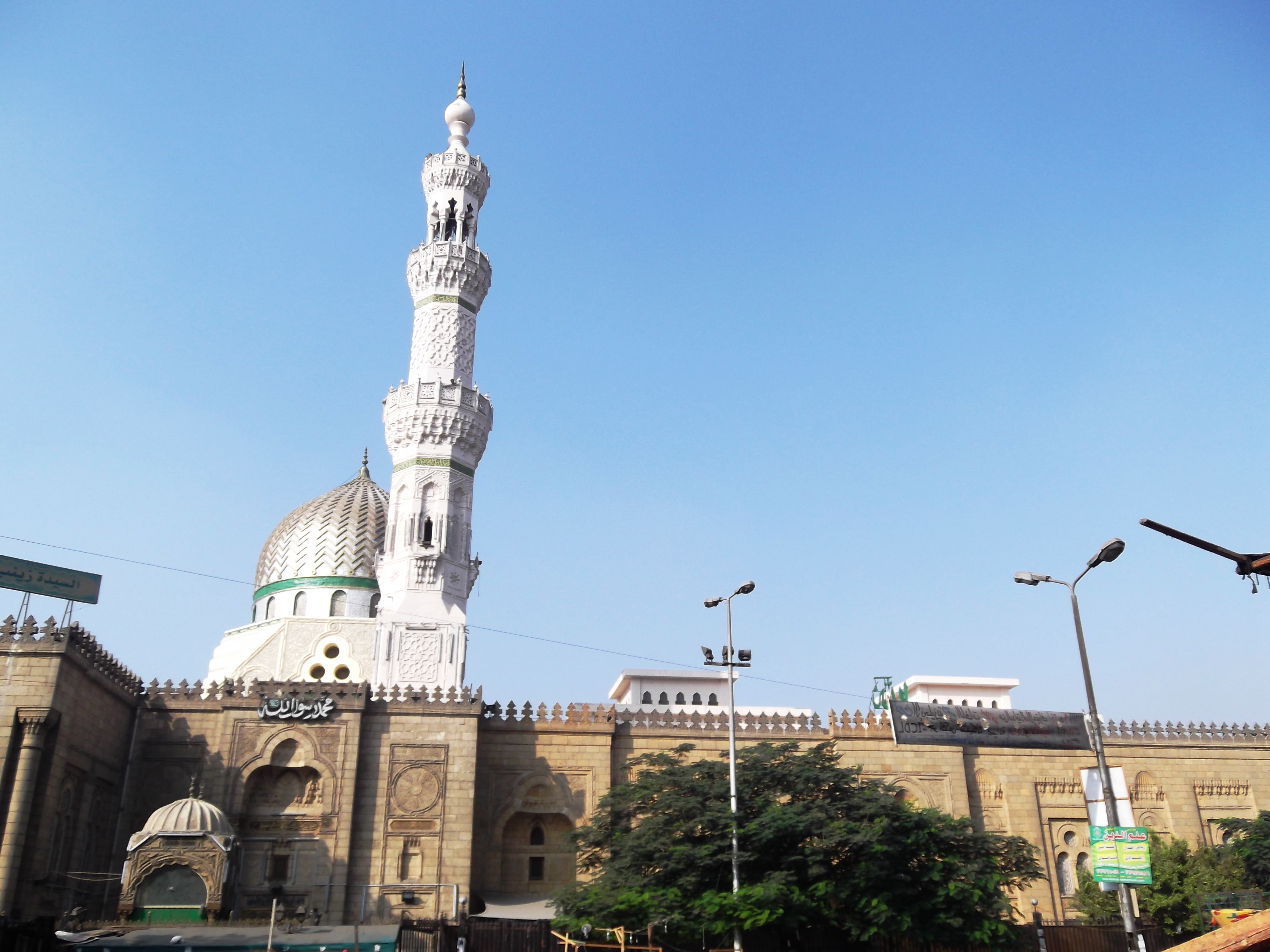
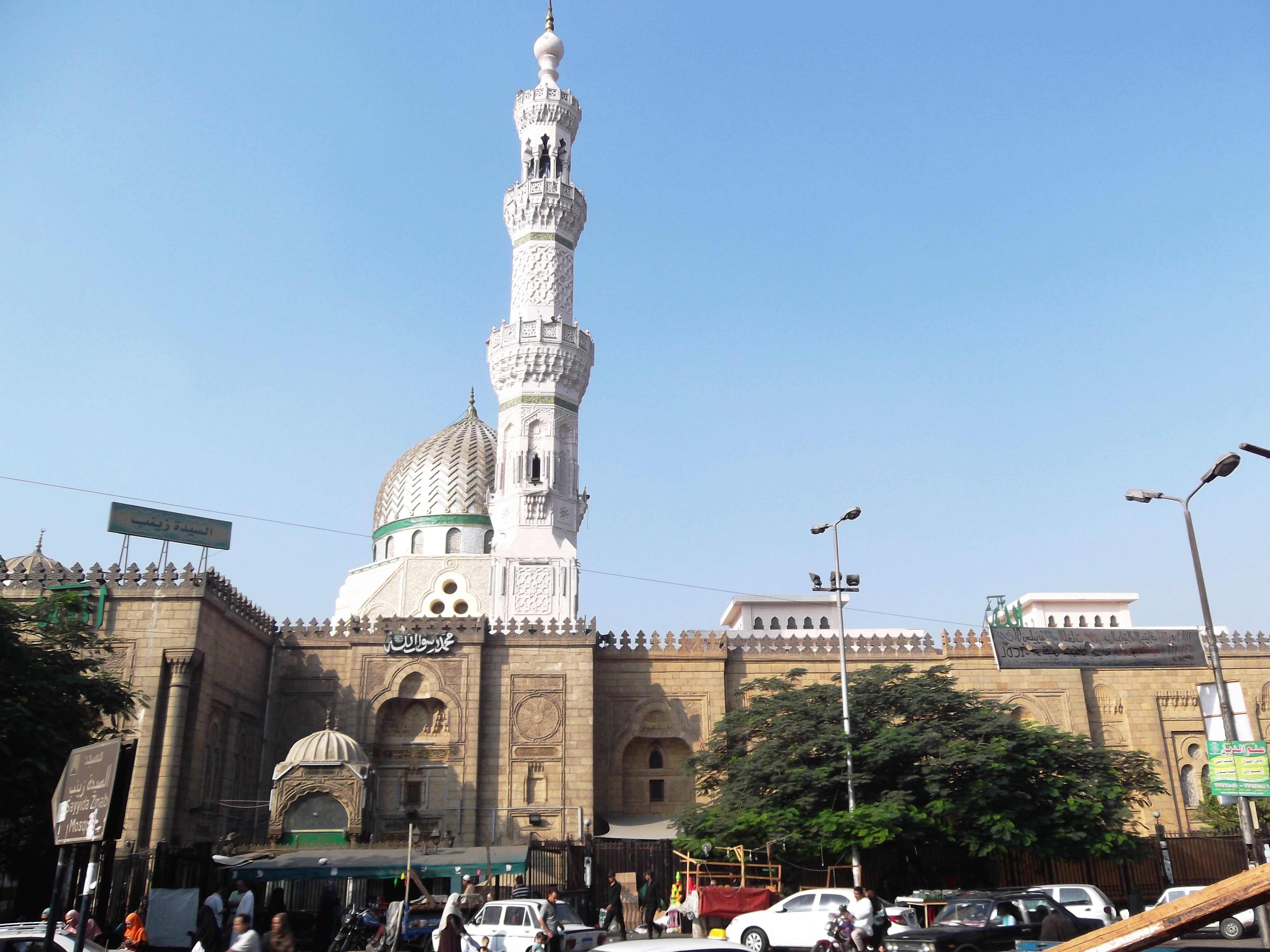
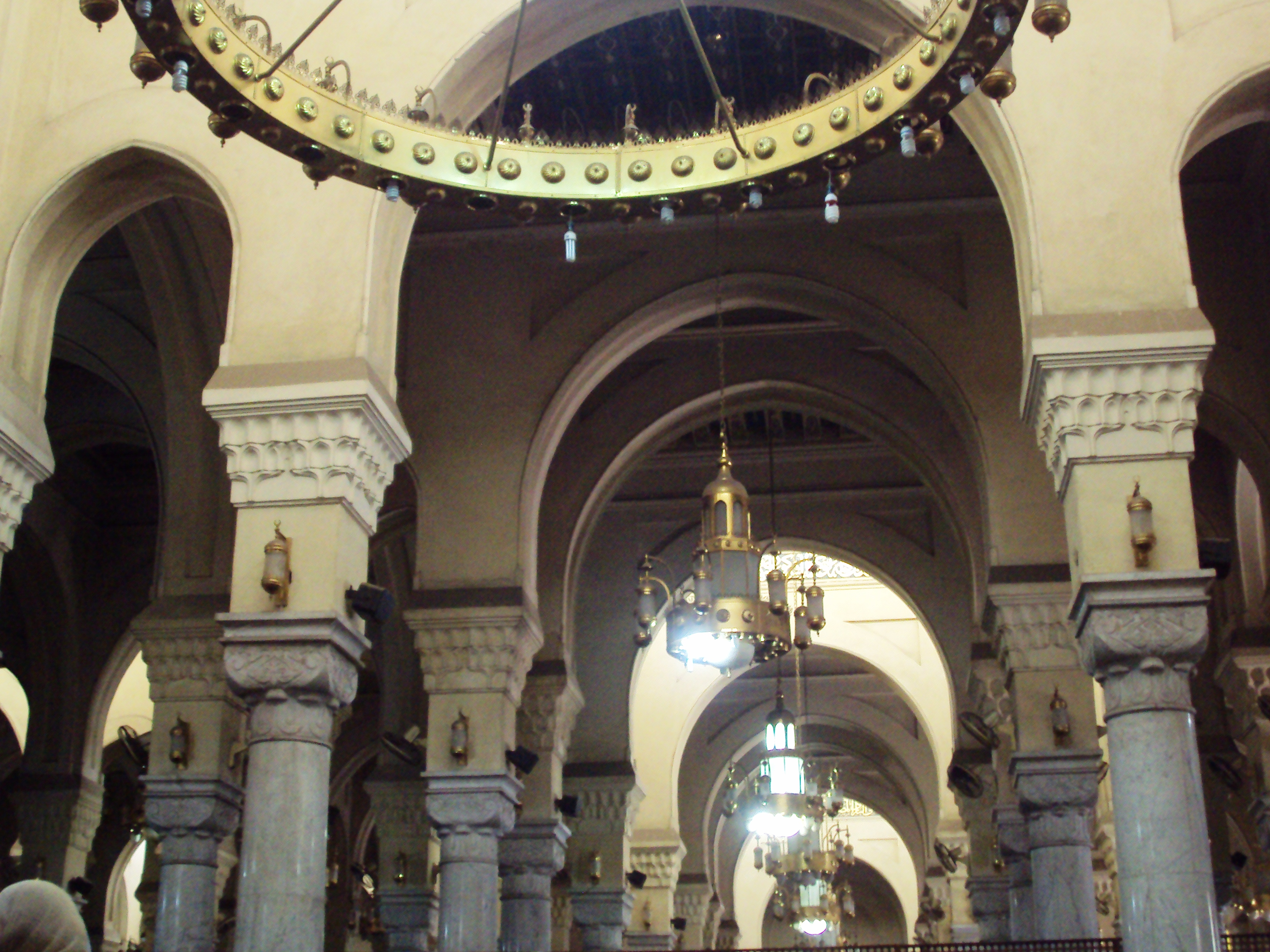
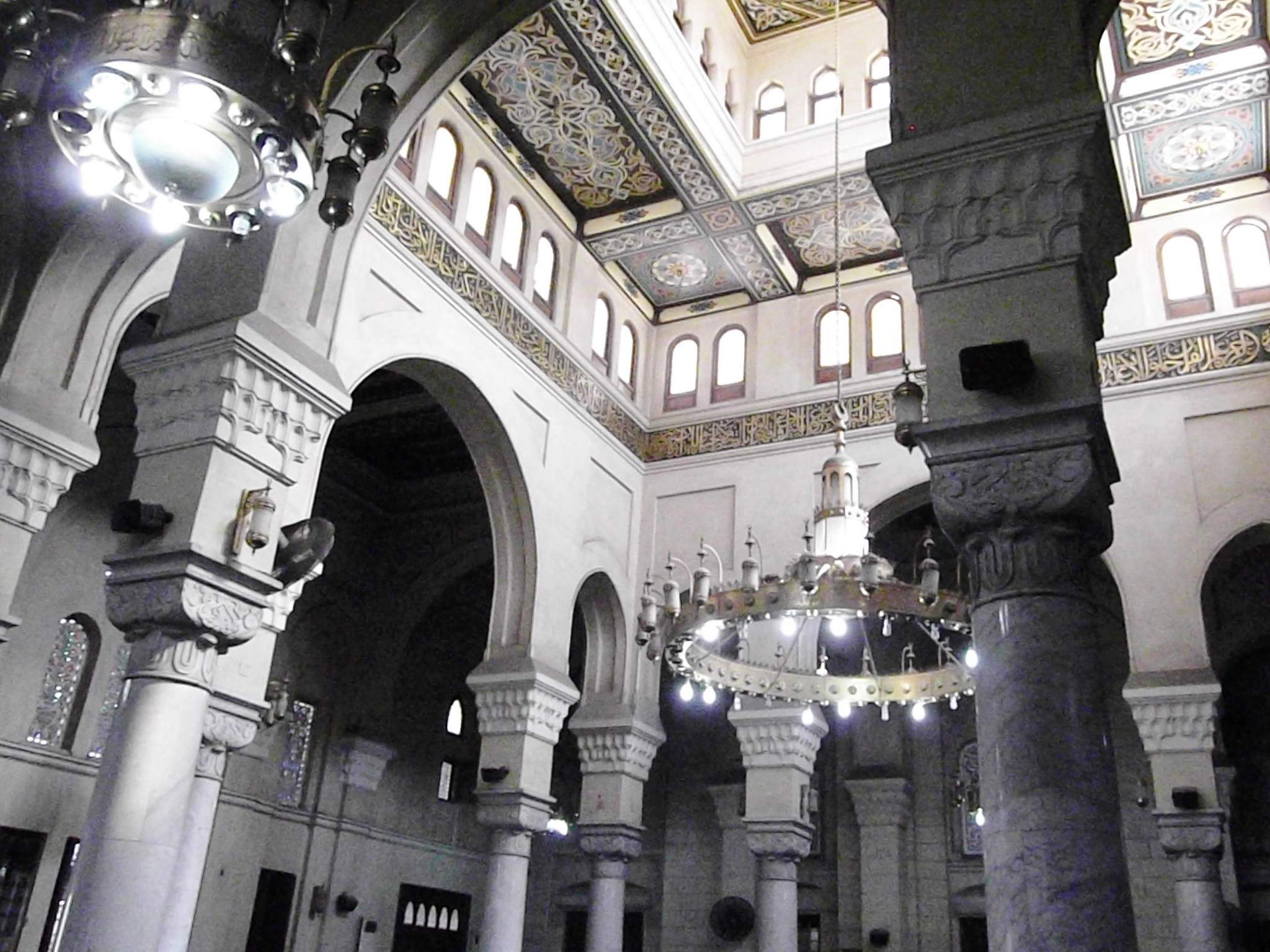
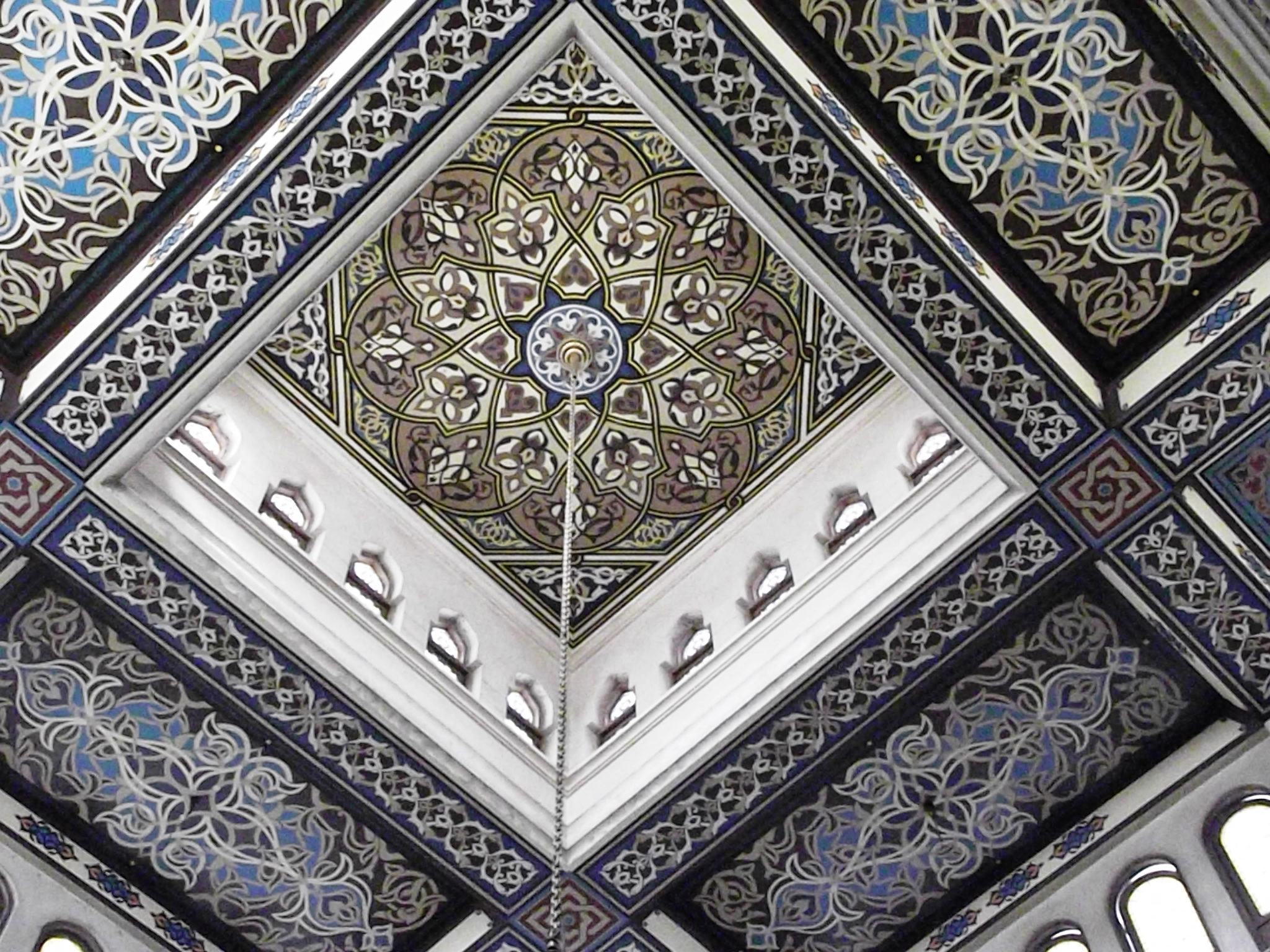
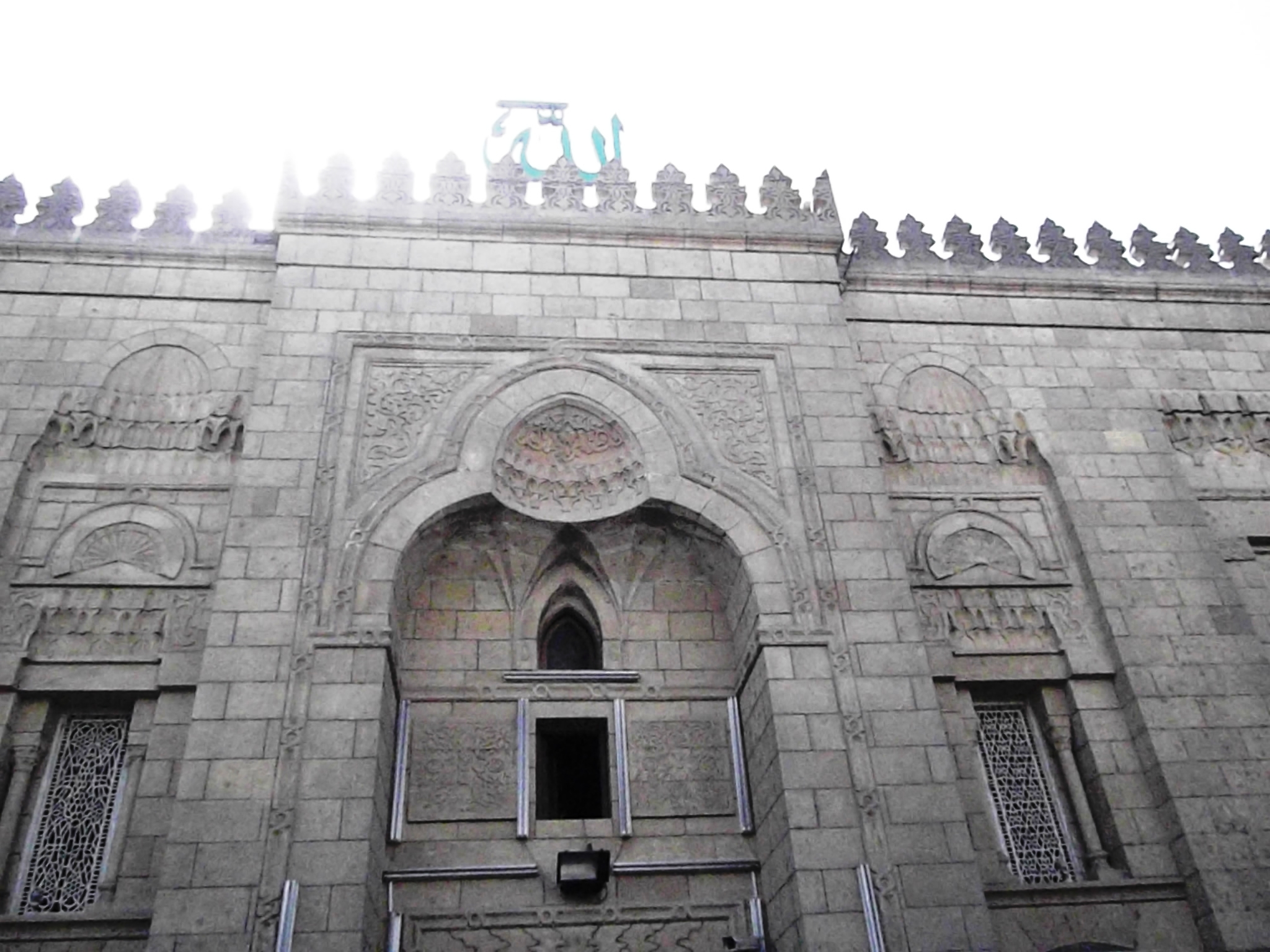
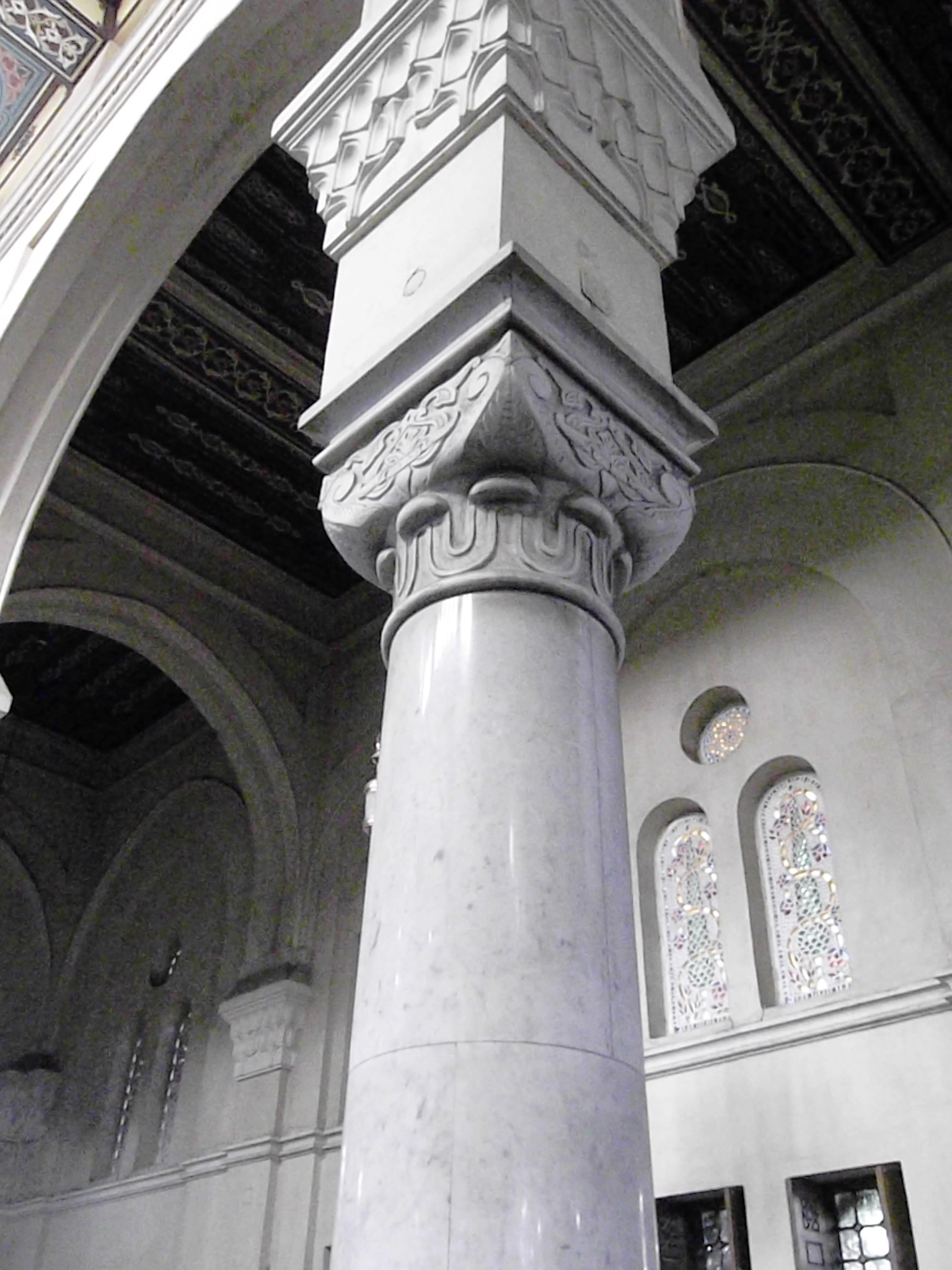